# Biserica reformată din Matei

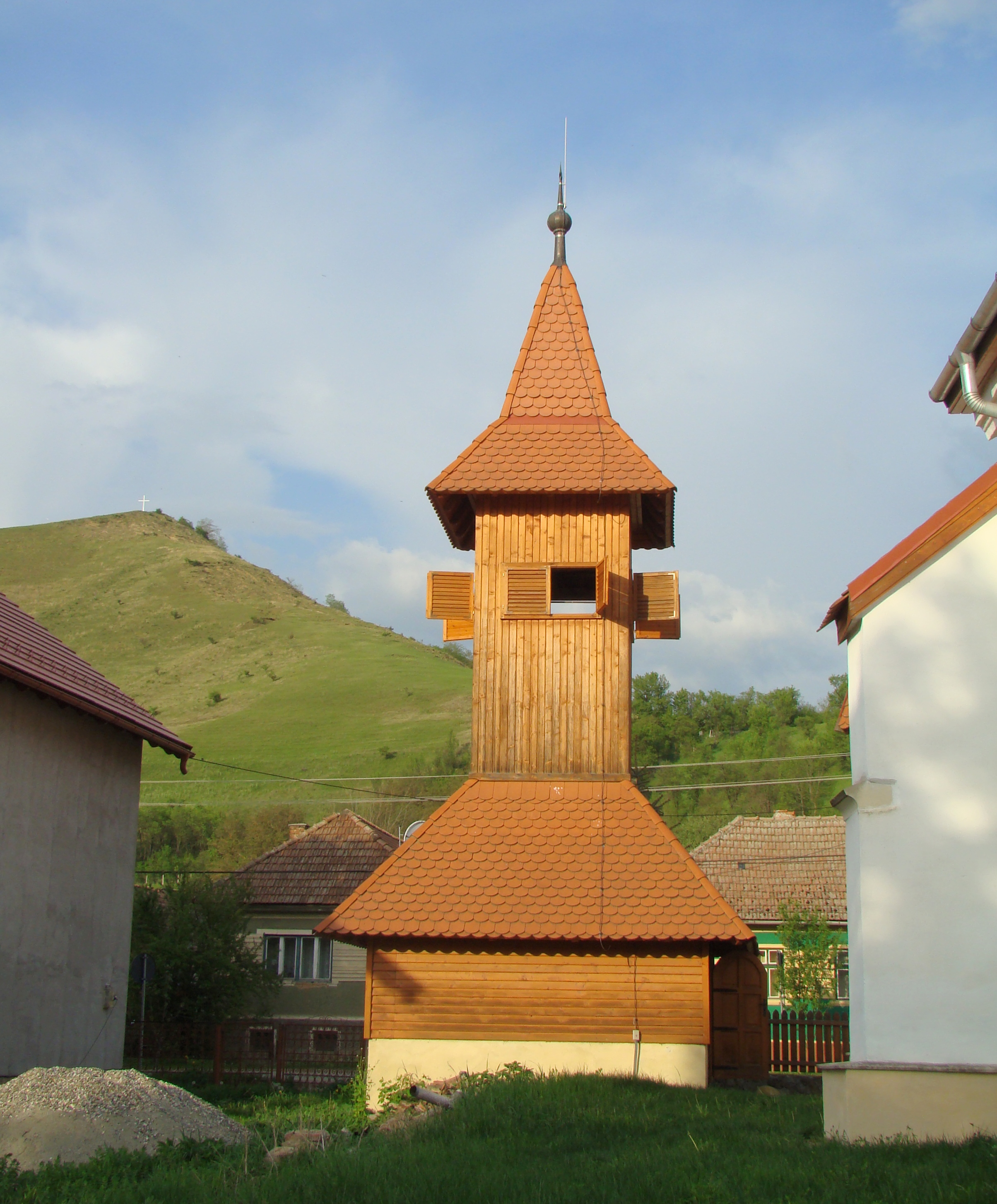
Clopotniţa de lemn a bisericii reformate (monument istoric)

Biserica reformată din Matei este un ansamblu de monumente istorice aflat pe teritoriul satului Matei, comuna Matei. În Repertoriul Arheologic Național, monumentul apare cu codul 33667.02.

Ansamblul este format din două monumente:
- Biserica reformată (cod LMI BN-II-m-A-01675.01)
- Turn clopotniță al bisericii reformate (cod LMI BN-II-m-A-01675.02)

## Localitatea
Matei, mai demult Mateiu (în maghiară Szentmáté, Máté, în dialectul săsesc Matesdref, Matesdraf și în germană Mathesdorf, Mathiasdorf) este satul de reședință al comunei cu același nume din județul Bistrița-Năsăud, Transilvania, România. Satul e atestat documentar prima dată în 1391, sub numele  Máthé.

## Biserica
Biserica reformată, fostă catolică și apoi evanghelică, a fost construită în epoca romanică și apoi transformată cândva după 1300 în stil gotic. Sanctuarul său este boltit în cruce, închiderea sa este dreaptă, tipic pentru bisericile din această regiune. După începerea Reformei, sașii au trecut la luteranism. Sașii au dărâmat sacristia bisericii și au spart în bucăți baptisteriul dăltuit din tuf vulcanic, ascunzându-l sub straturile de podea ale sacristiei. În secolul al XVIII-lea, nava bisericii a fost prevăzută cu plafon din scânduri de lemn și pe el au fost trecute diferite inscripții pictate despre renovări și donații. În jurul bisericii, în 2007 au fost observate 7 gropi comune sigure și 4 care pot aparține de acestea sau pot fi separate. Oasele din gropi nu sunt în ordine anatomică și un capăt sau ambele capete ale oaselor lipsesc. Asta înseamnă, că la un moment dat, locuitorii au scos cel puțin o parte a mormintelor din biserică și au îngropat oasele în gropi săpate în jurul bisericii.

## Imagini din exterior

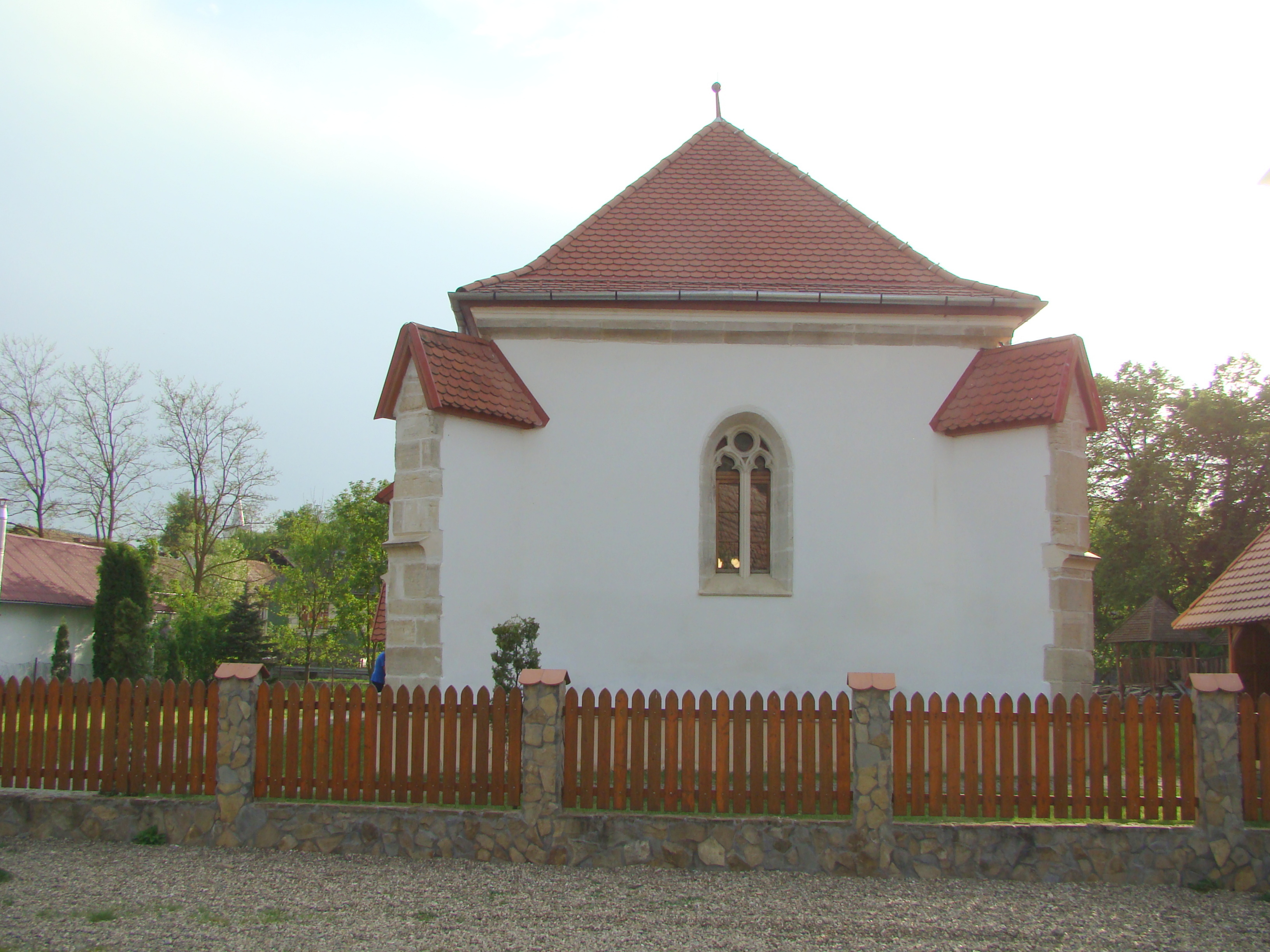
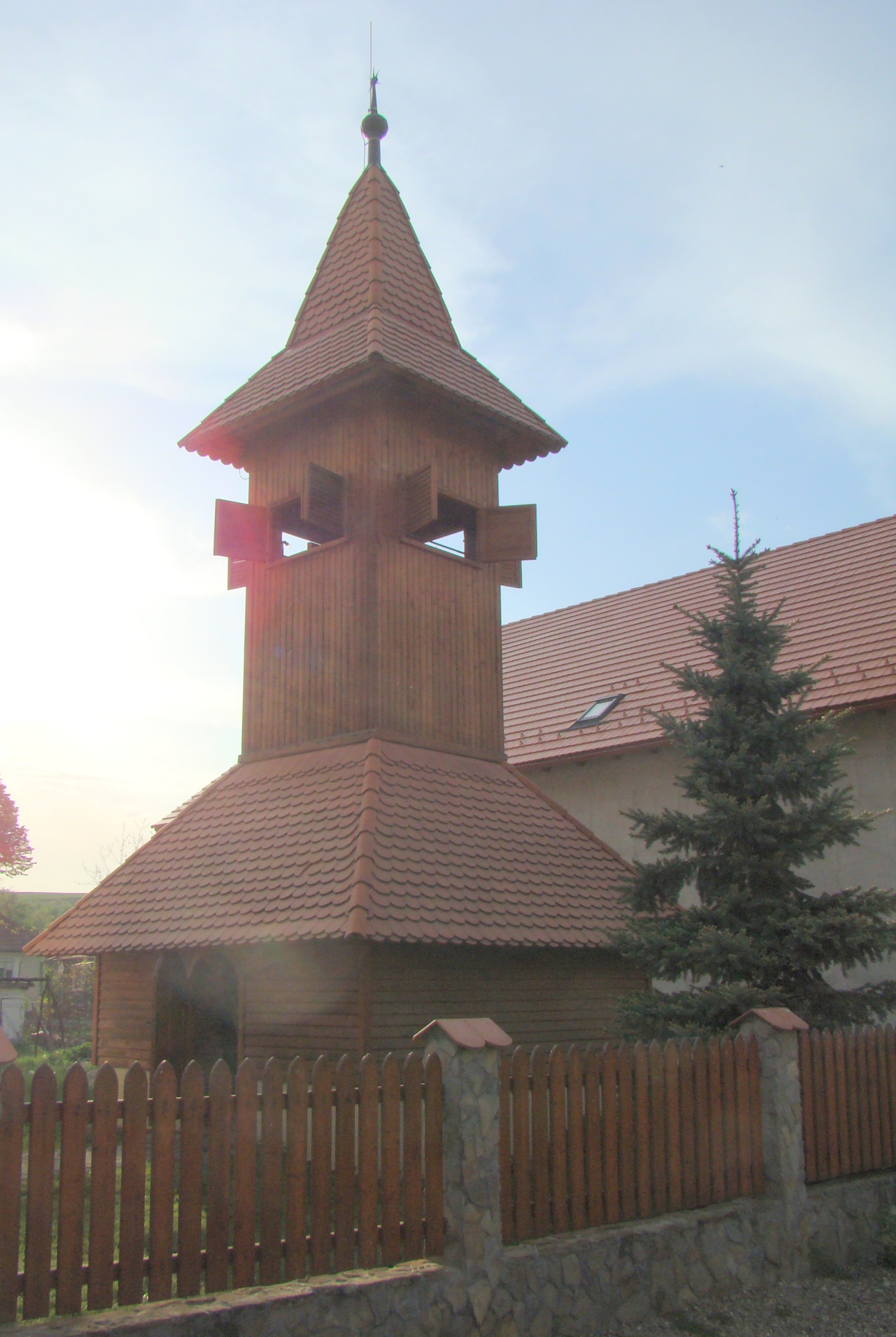
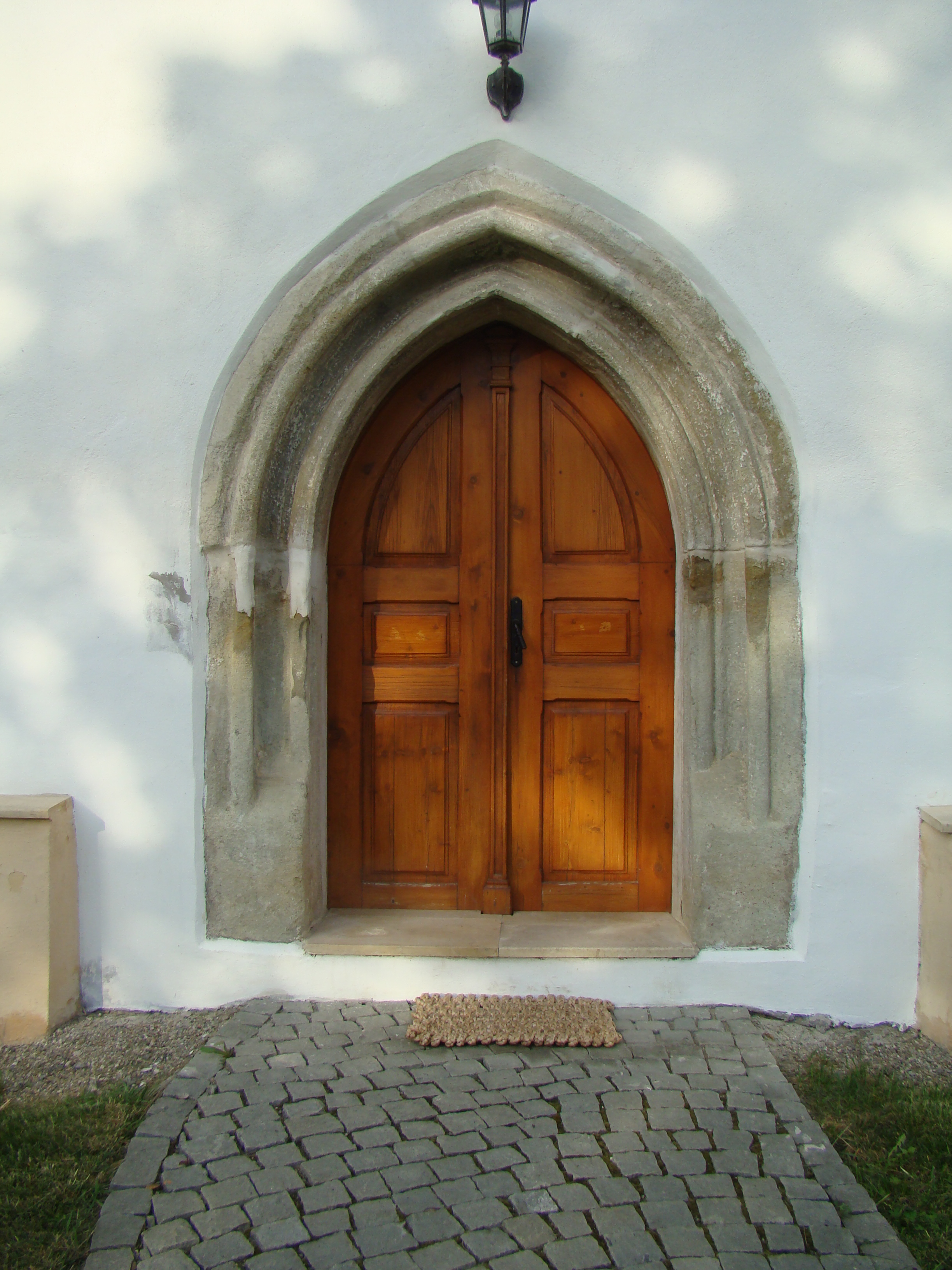
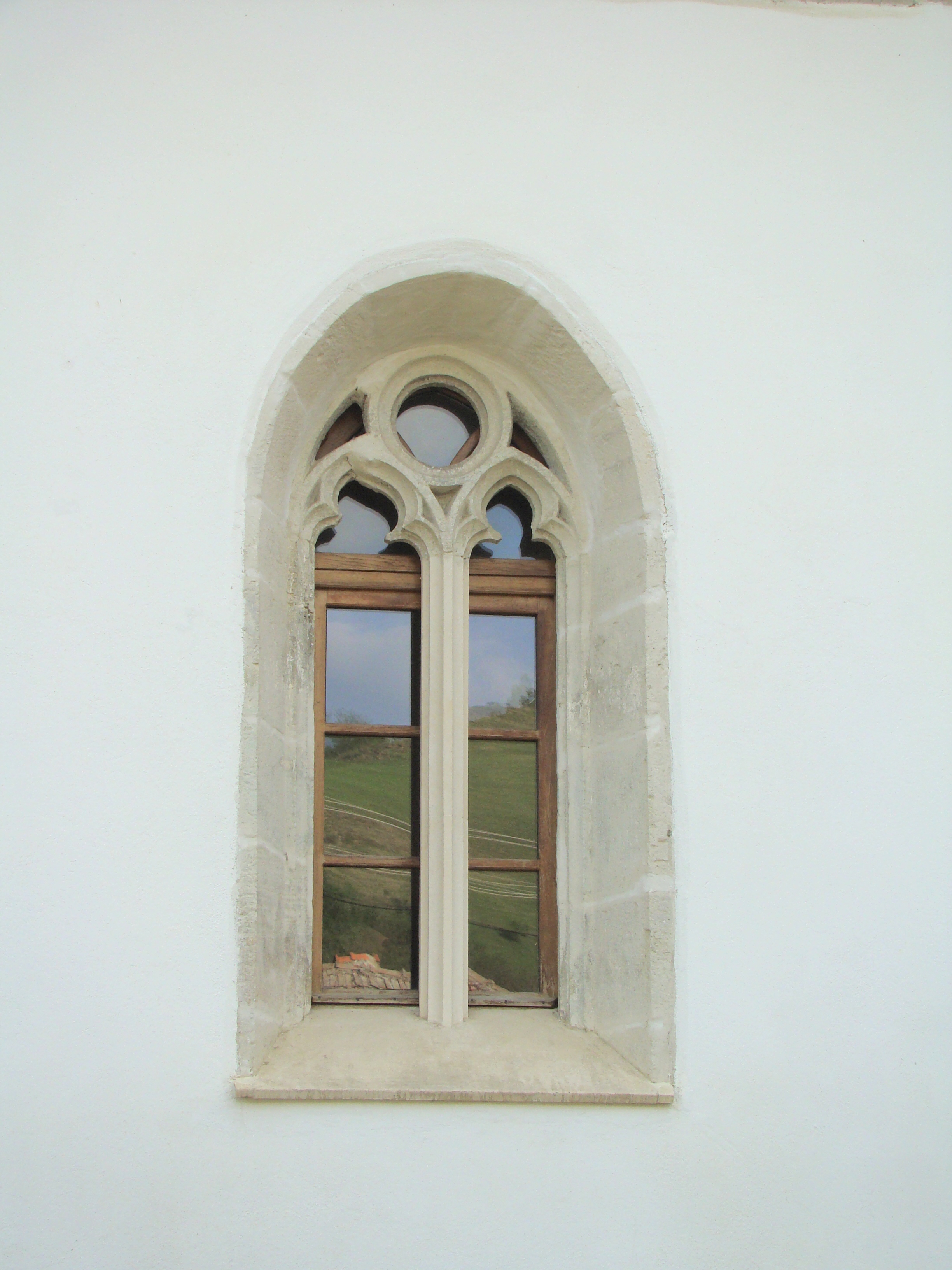
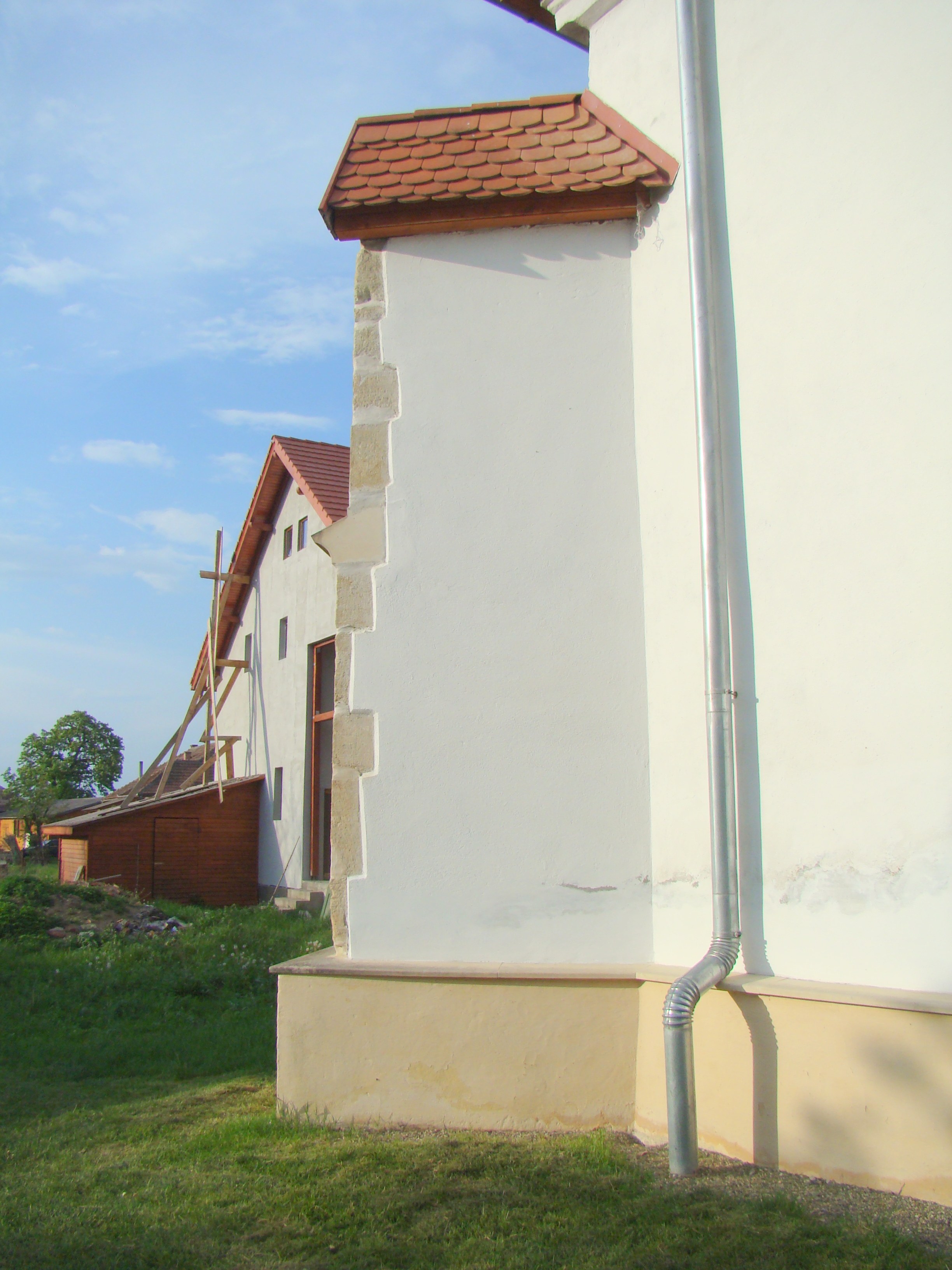
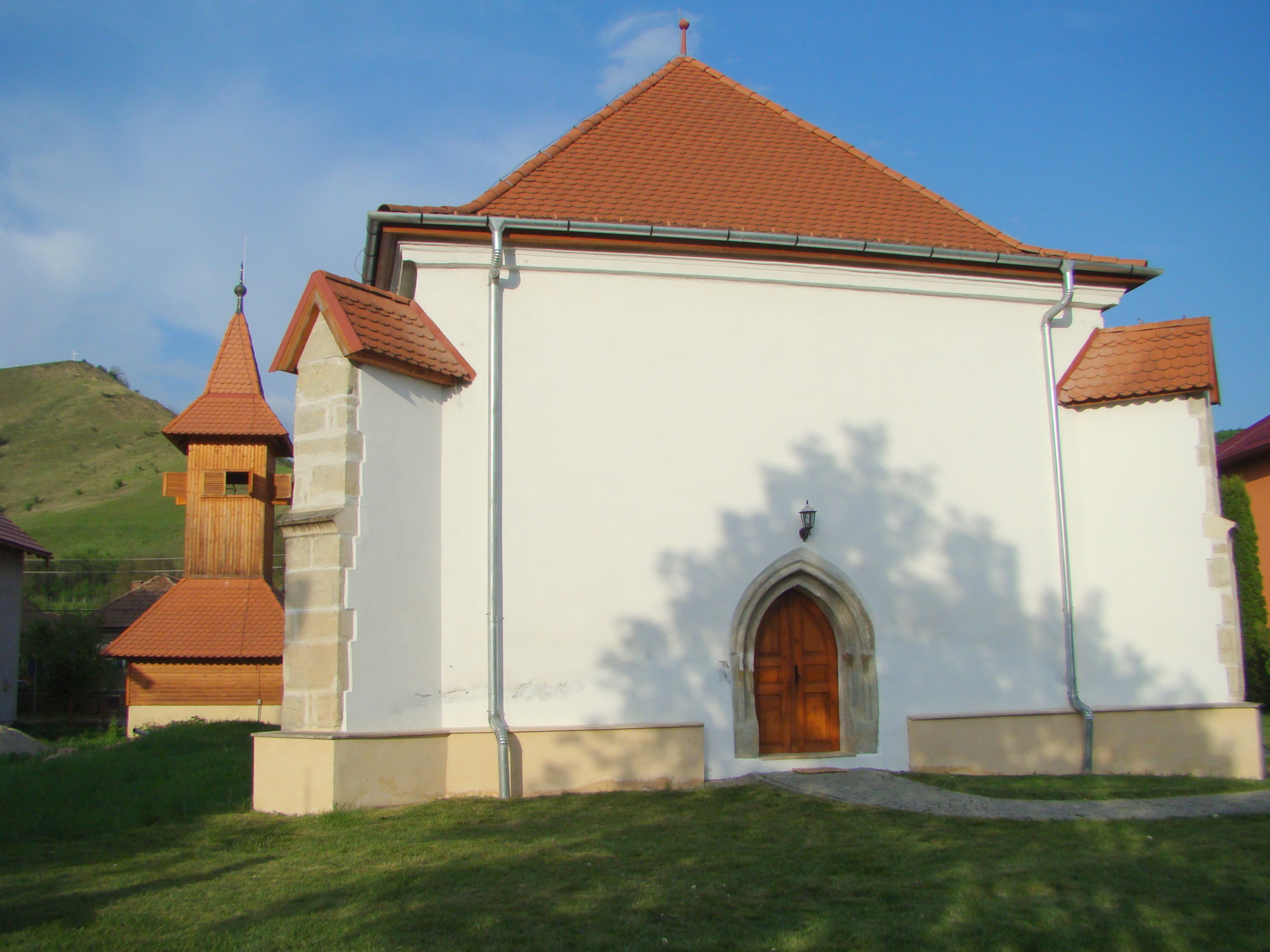
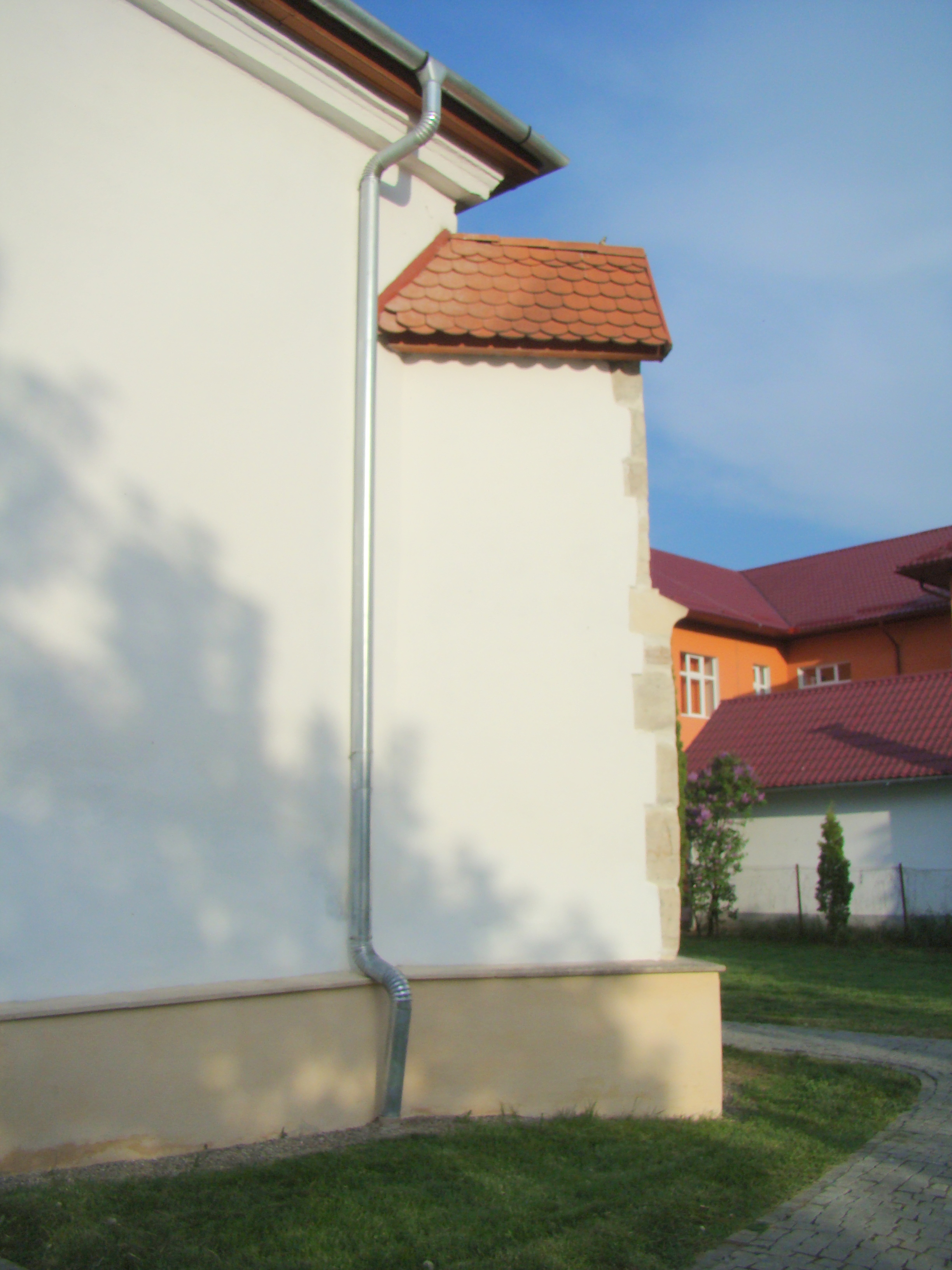
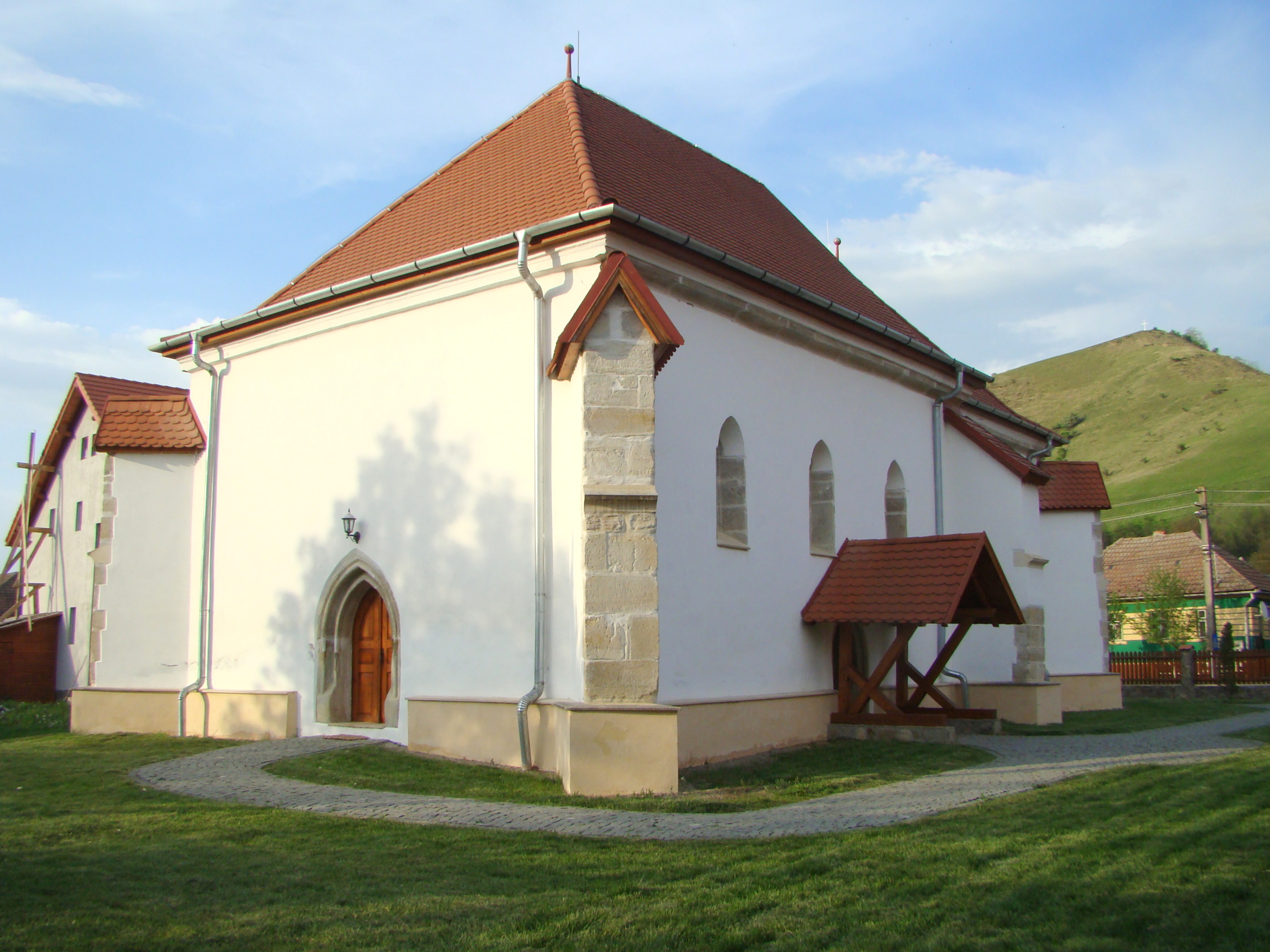
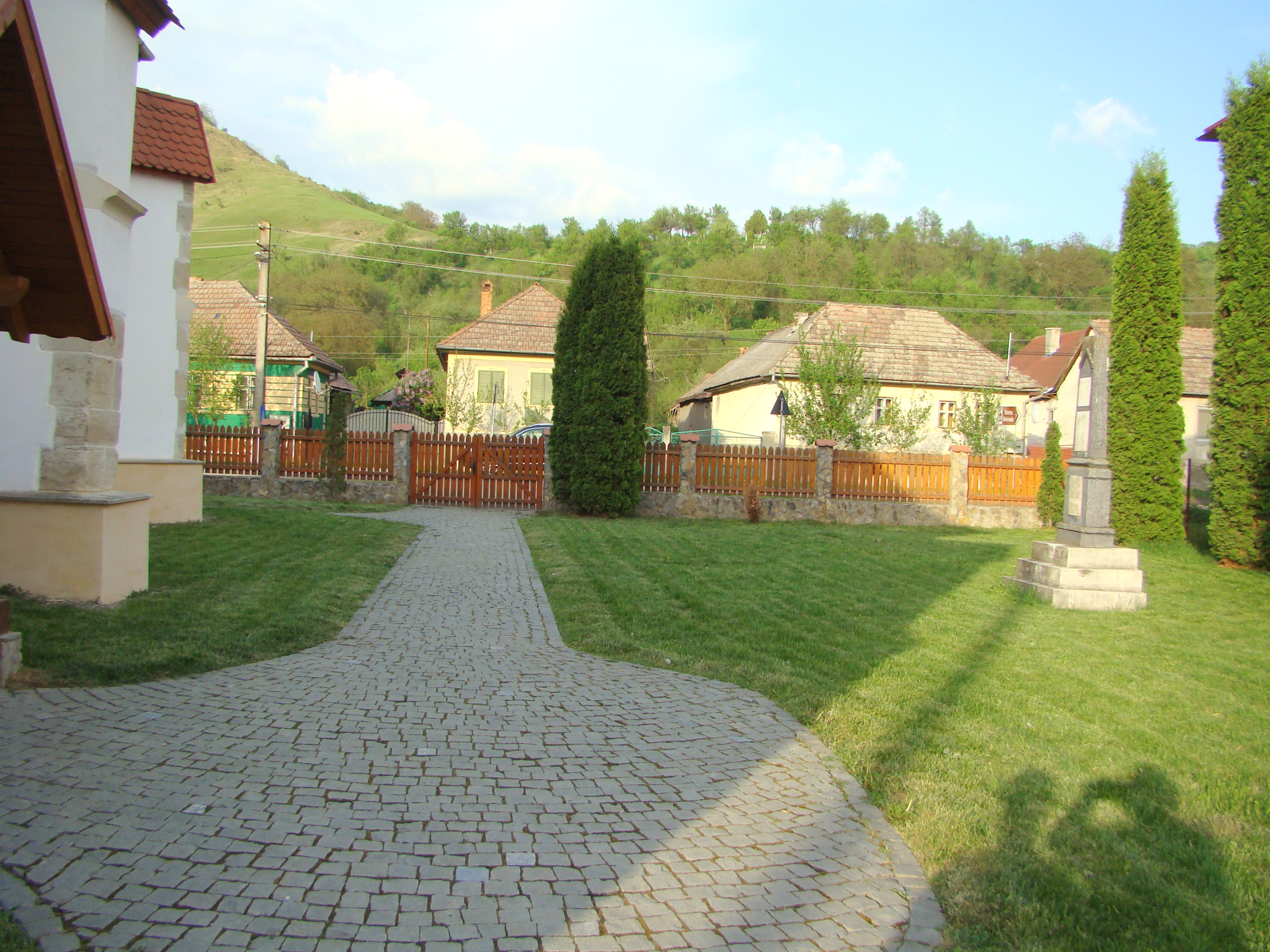
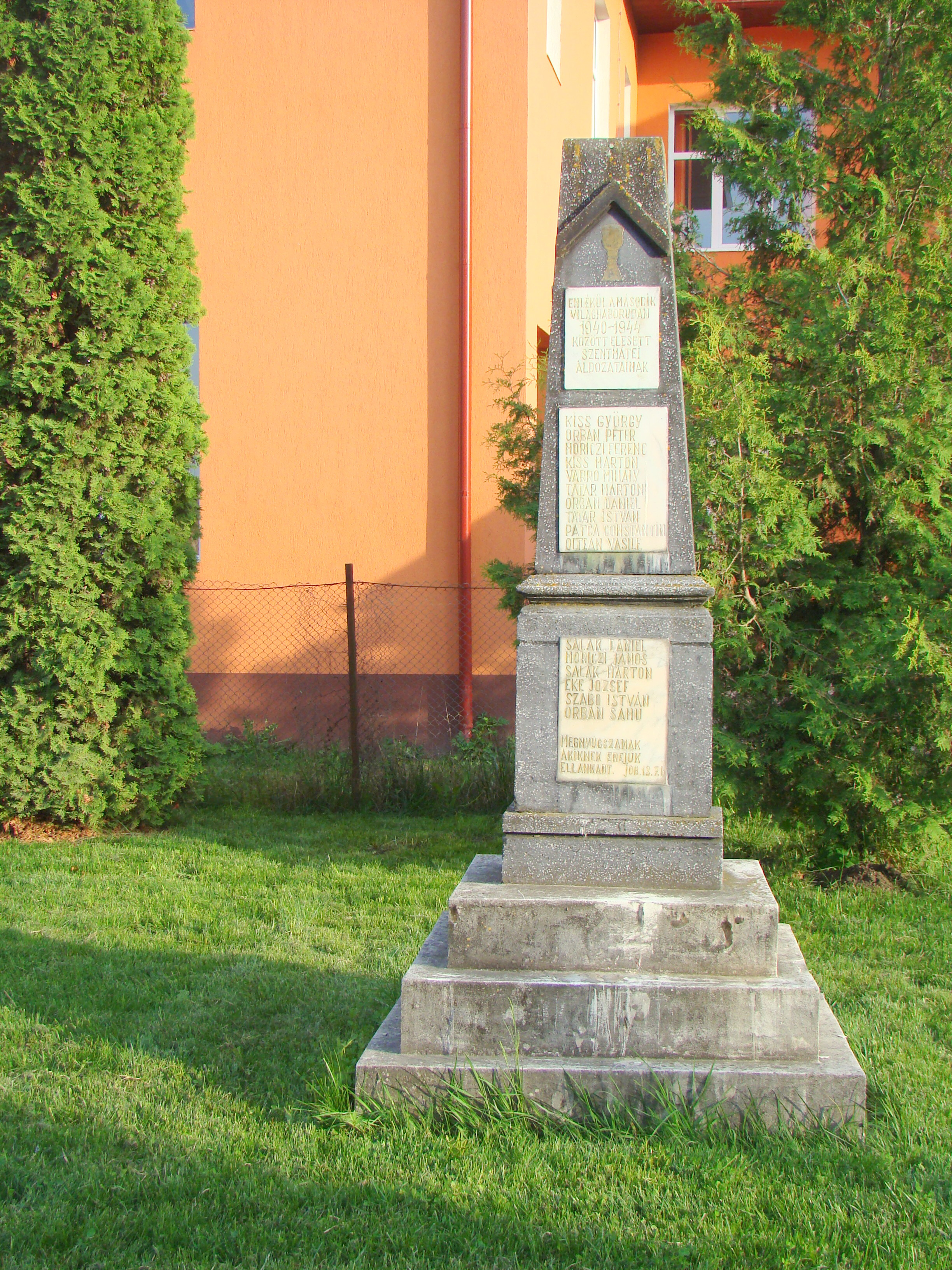
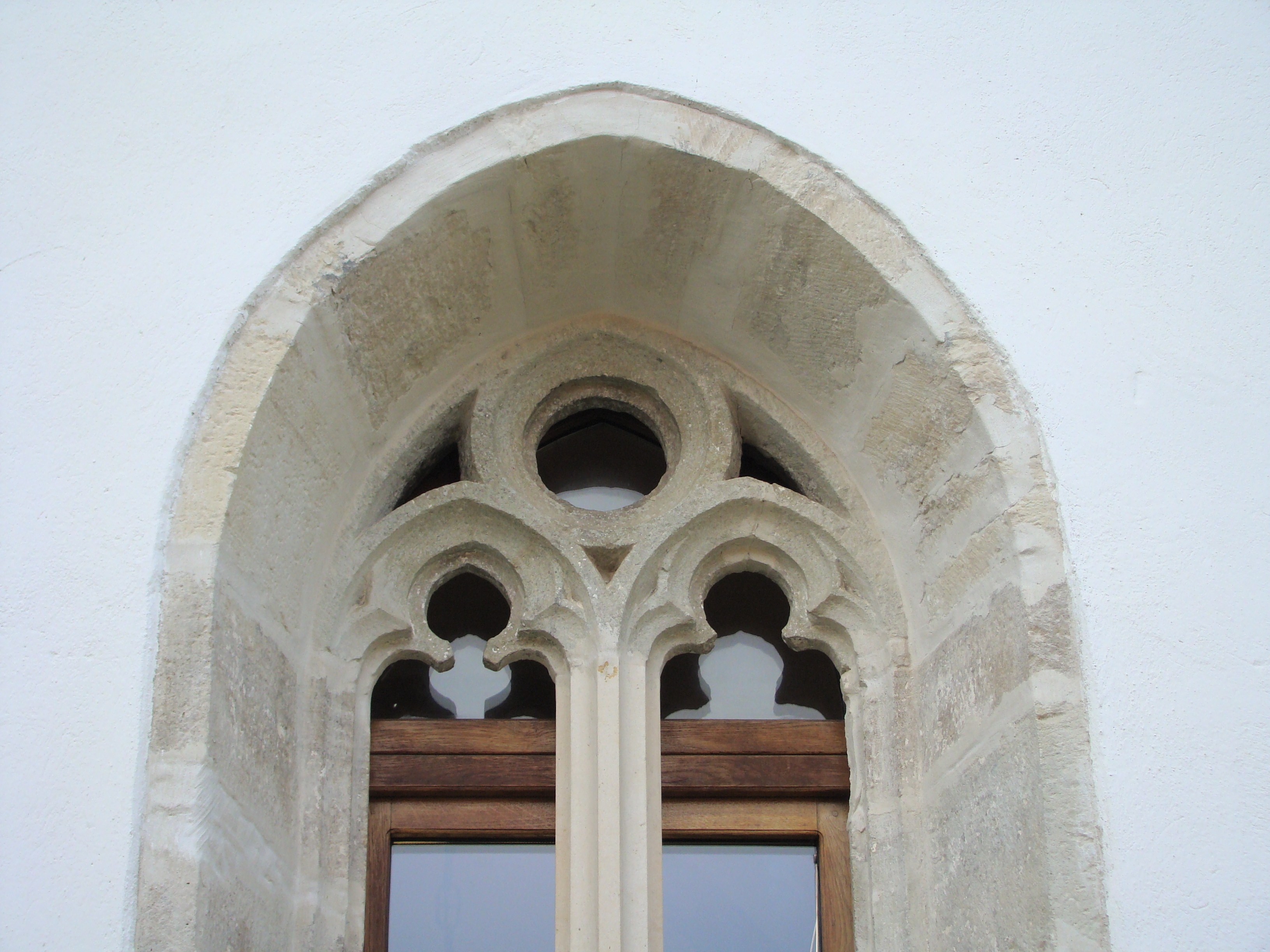
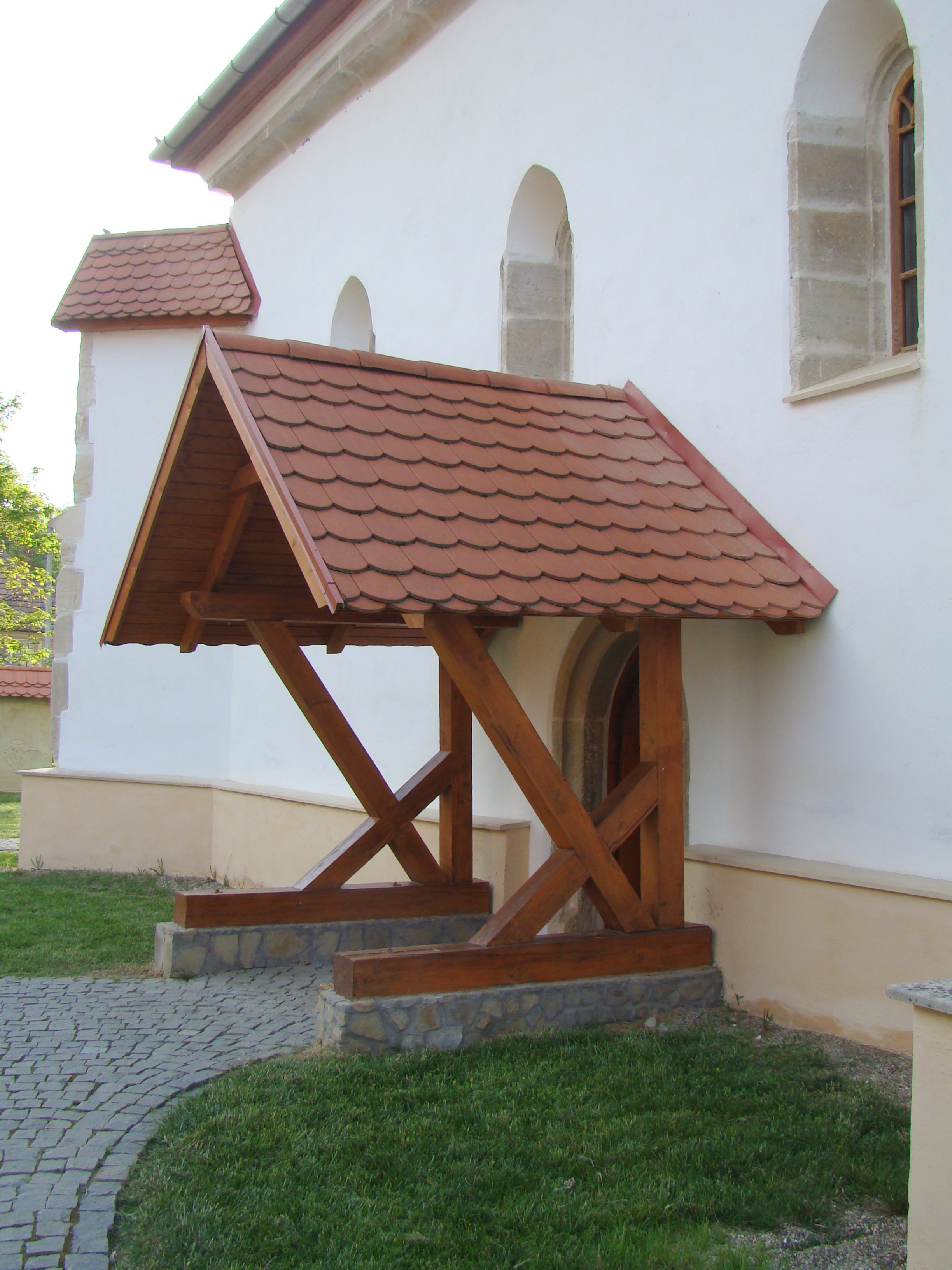
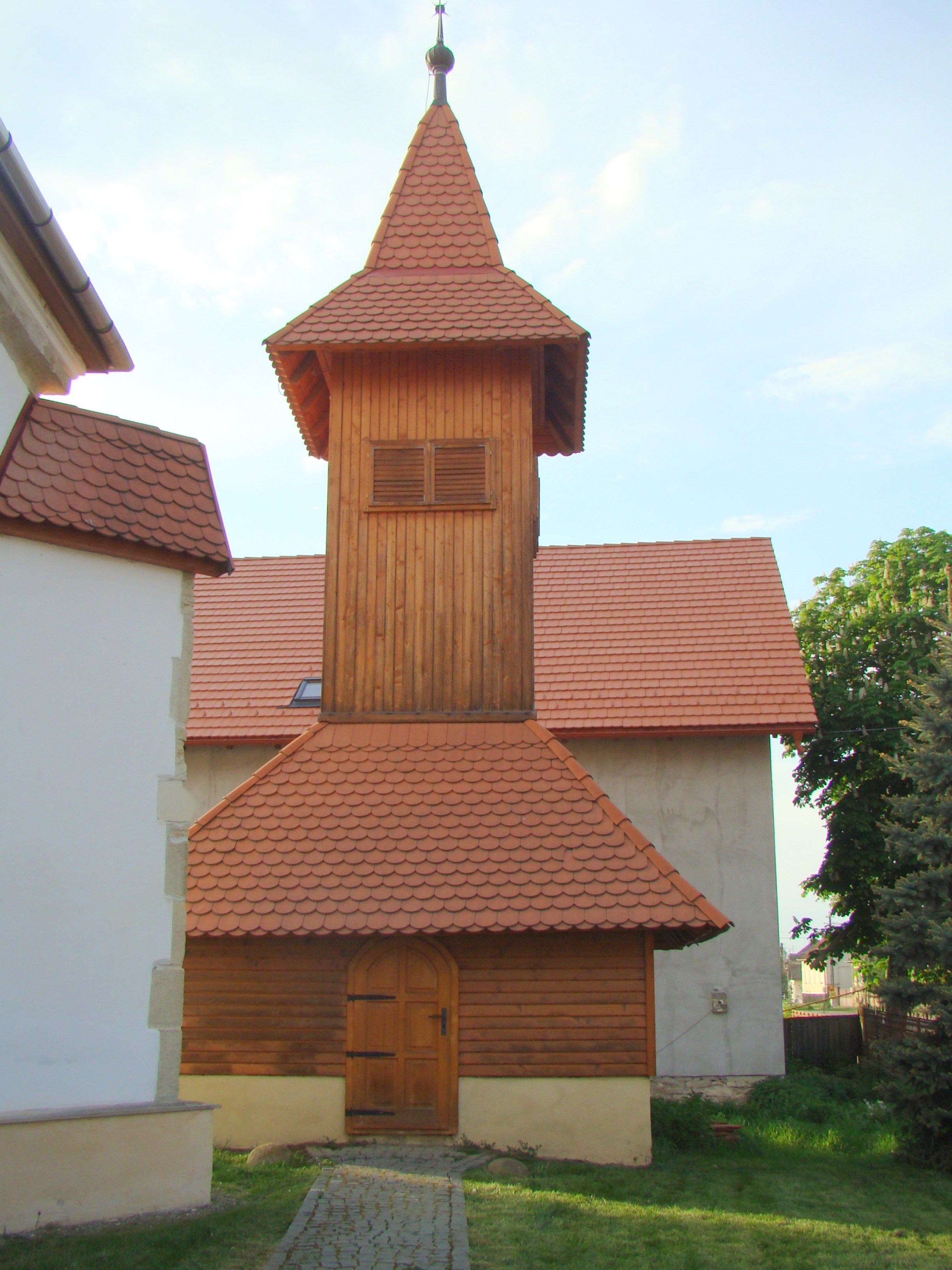
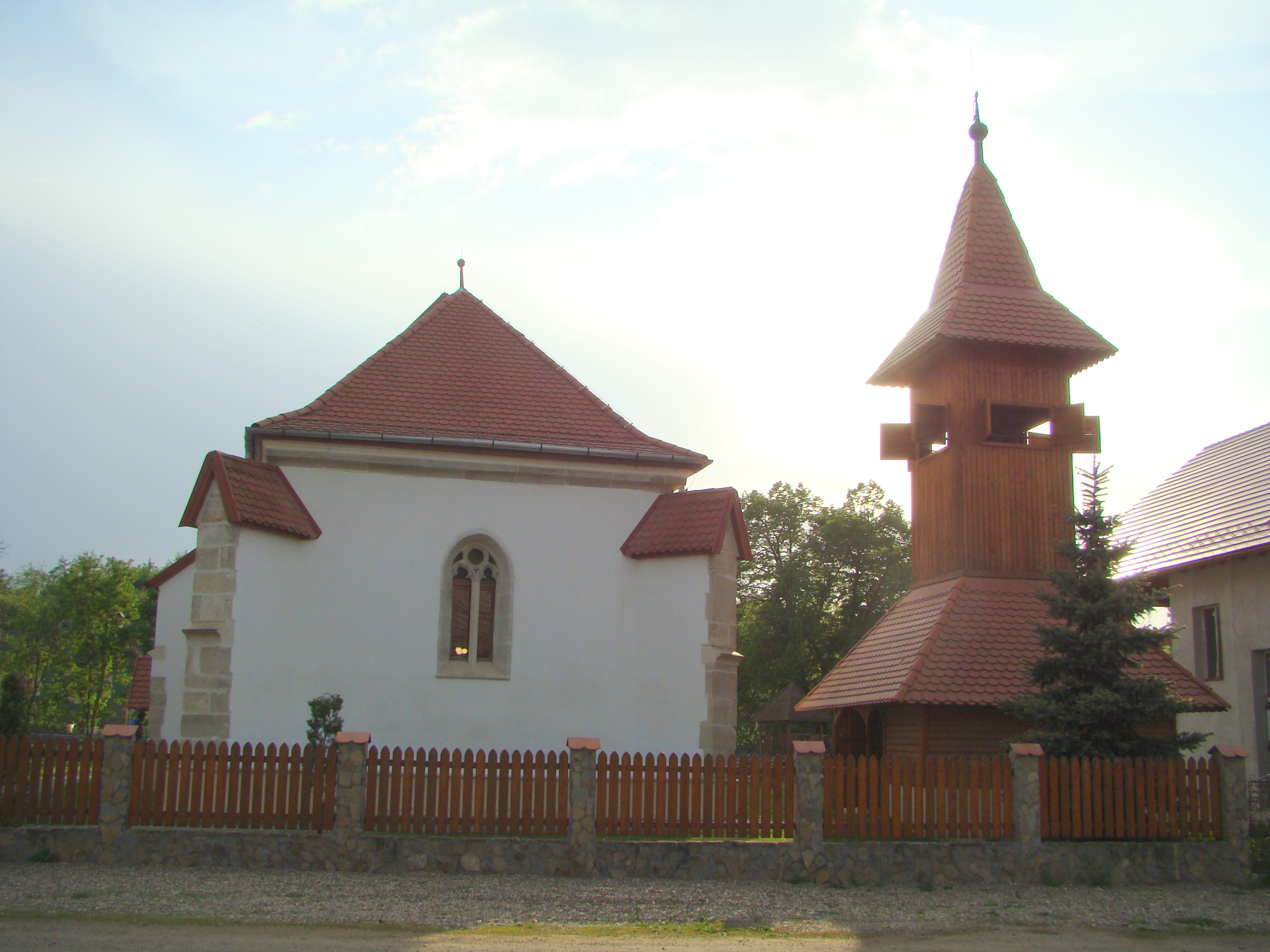
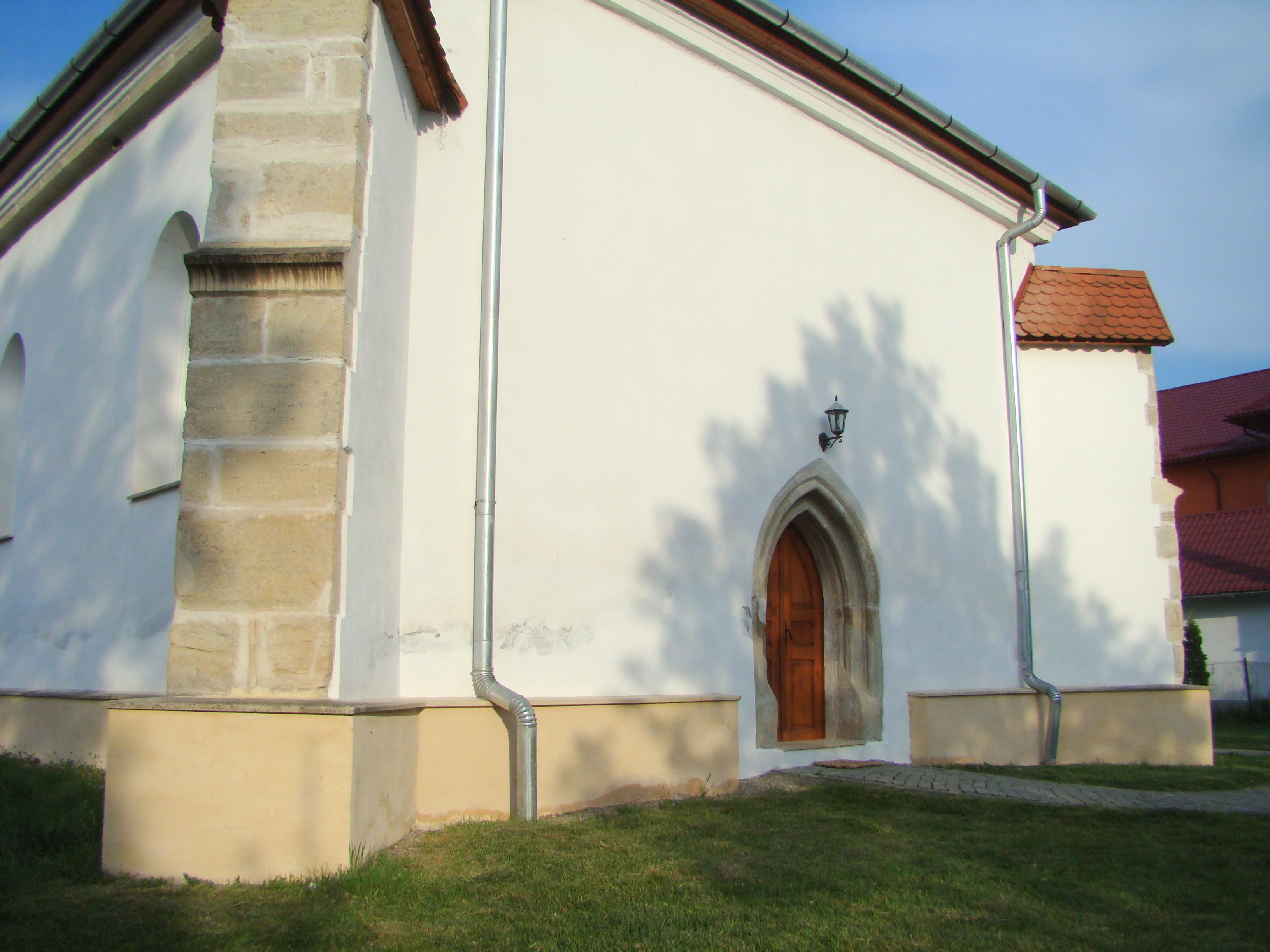
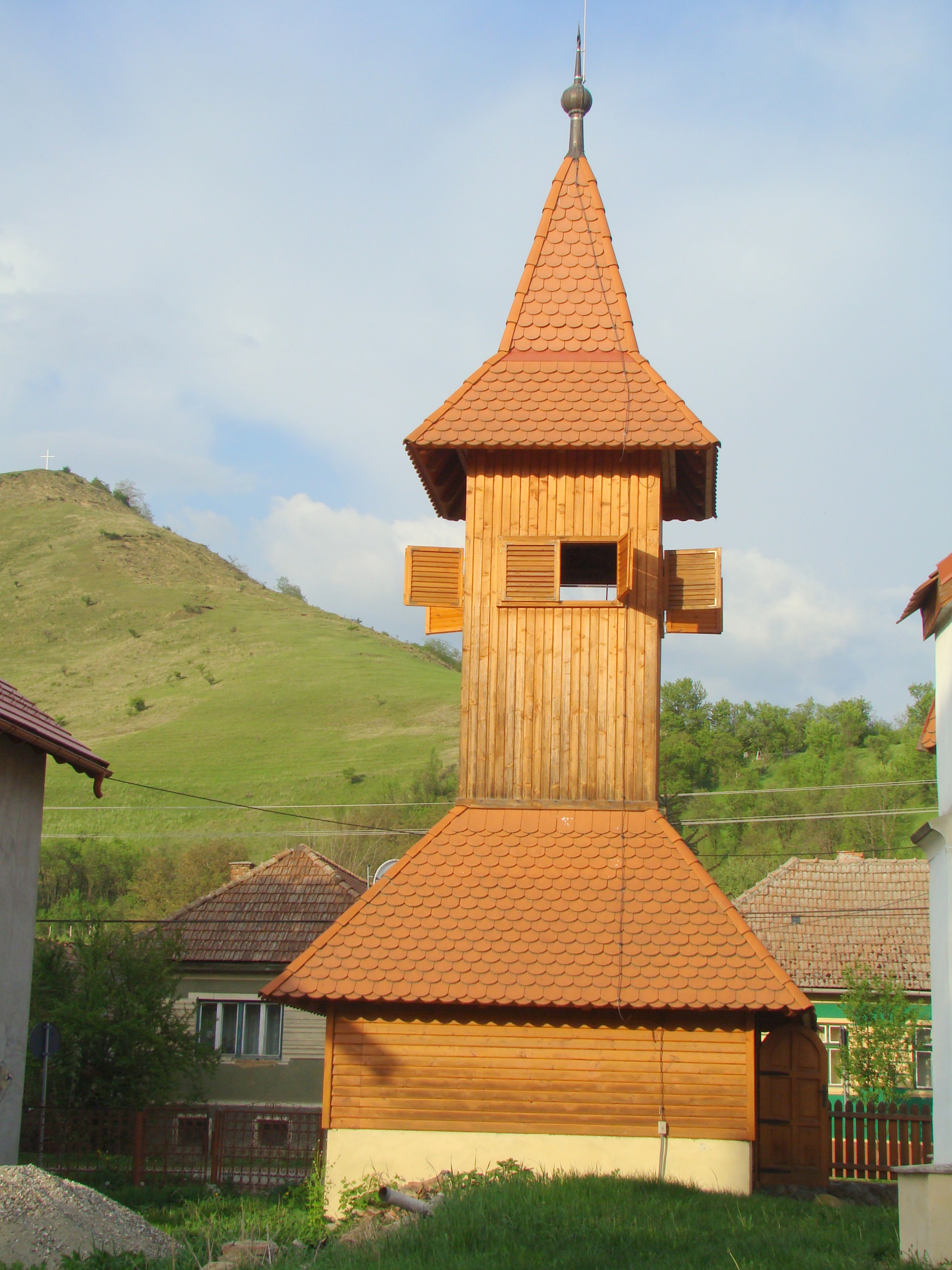
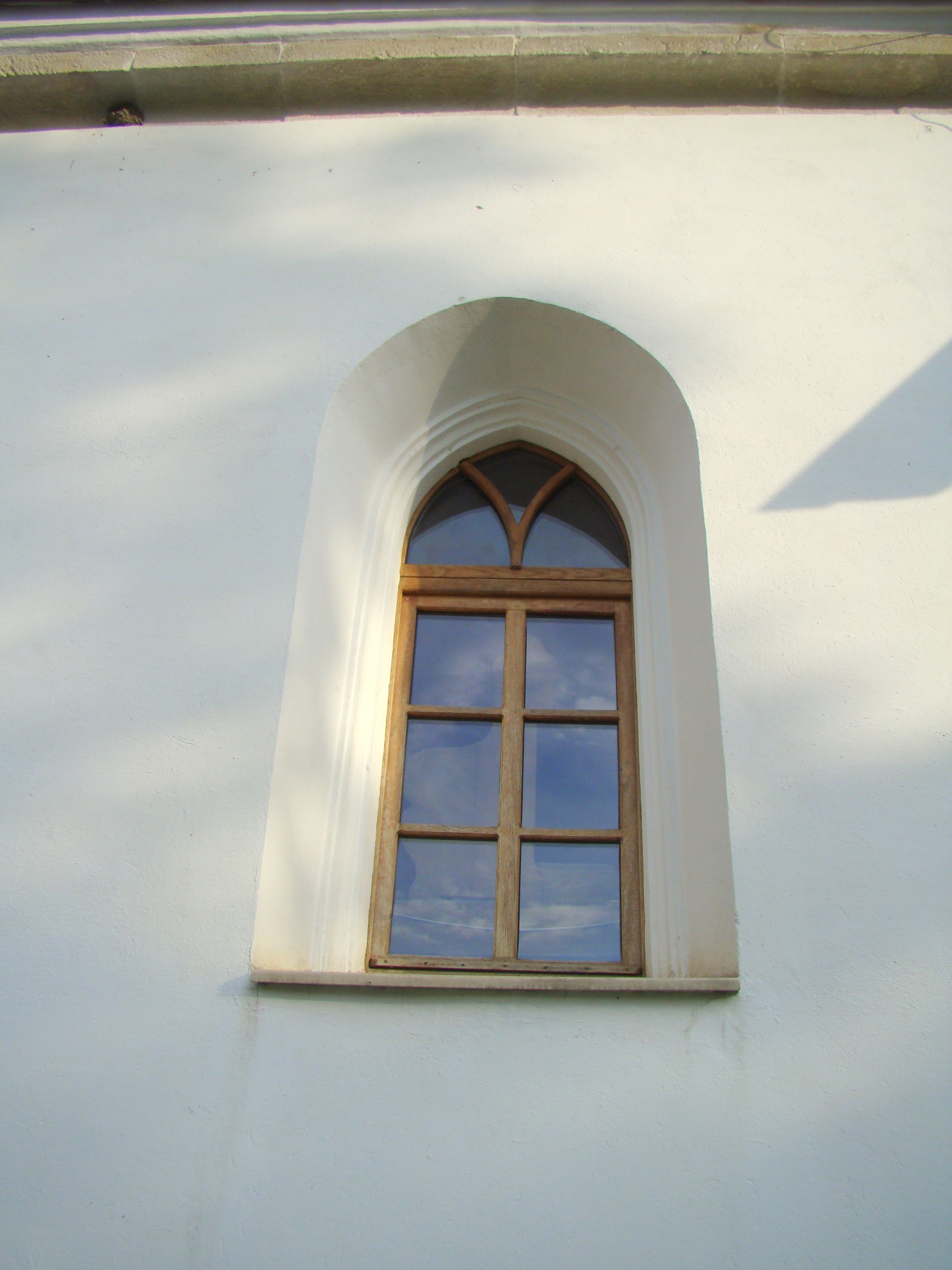
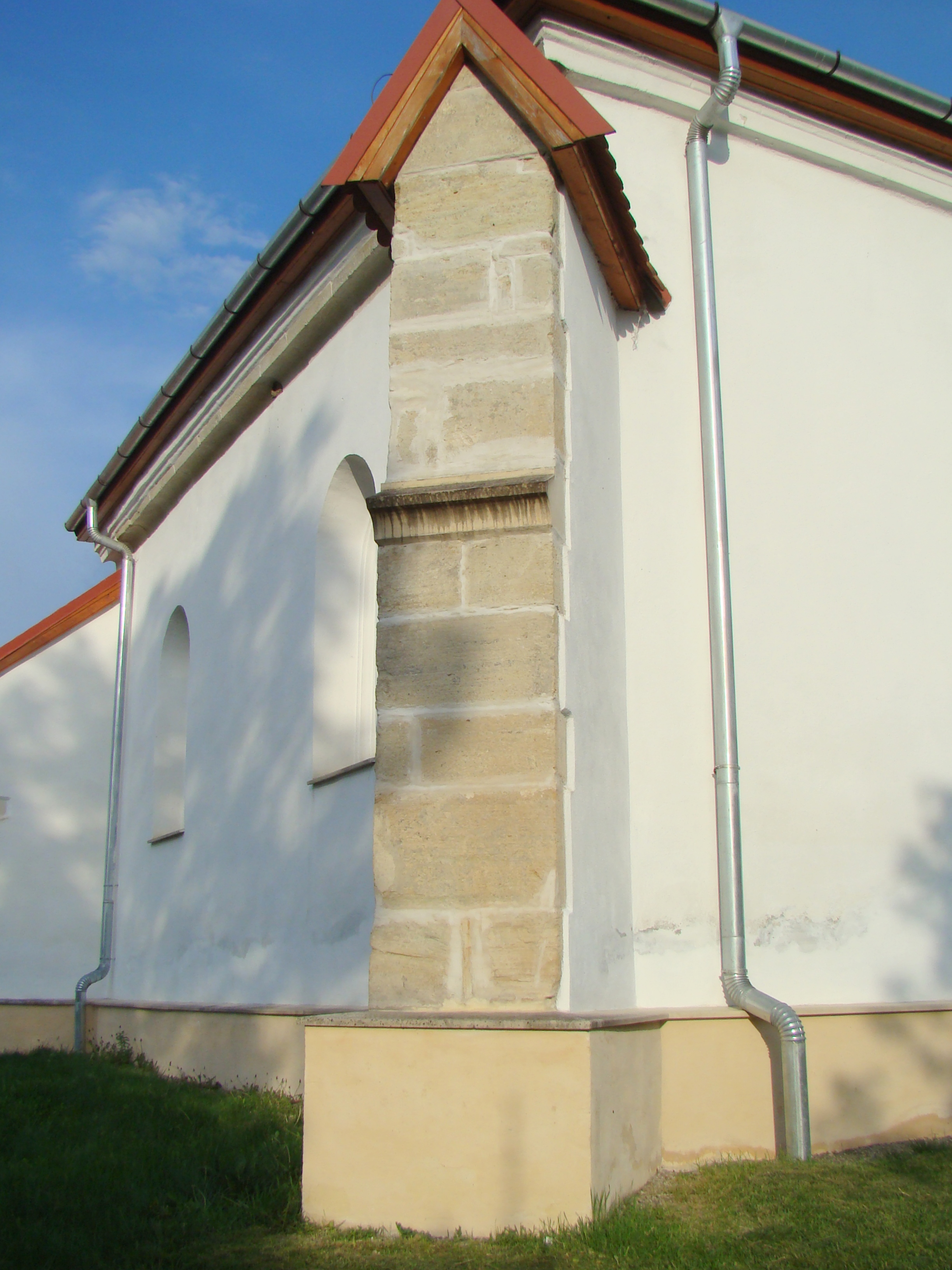
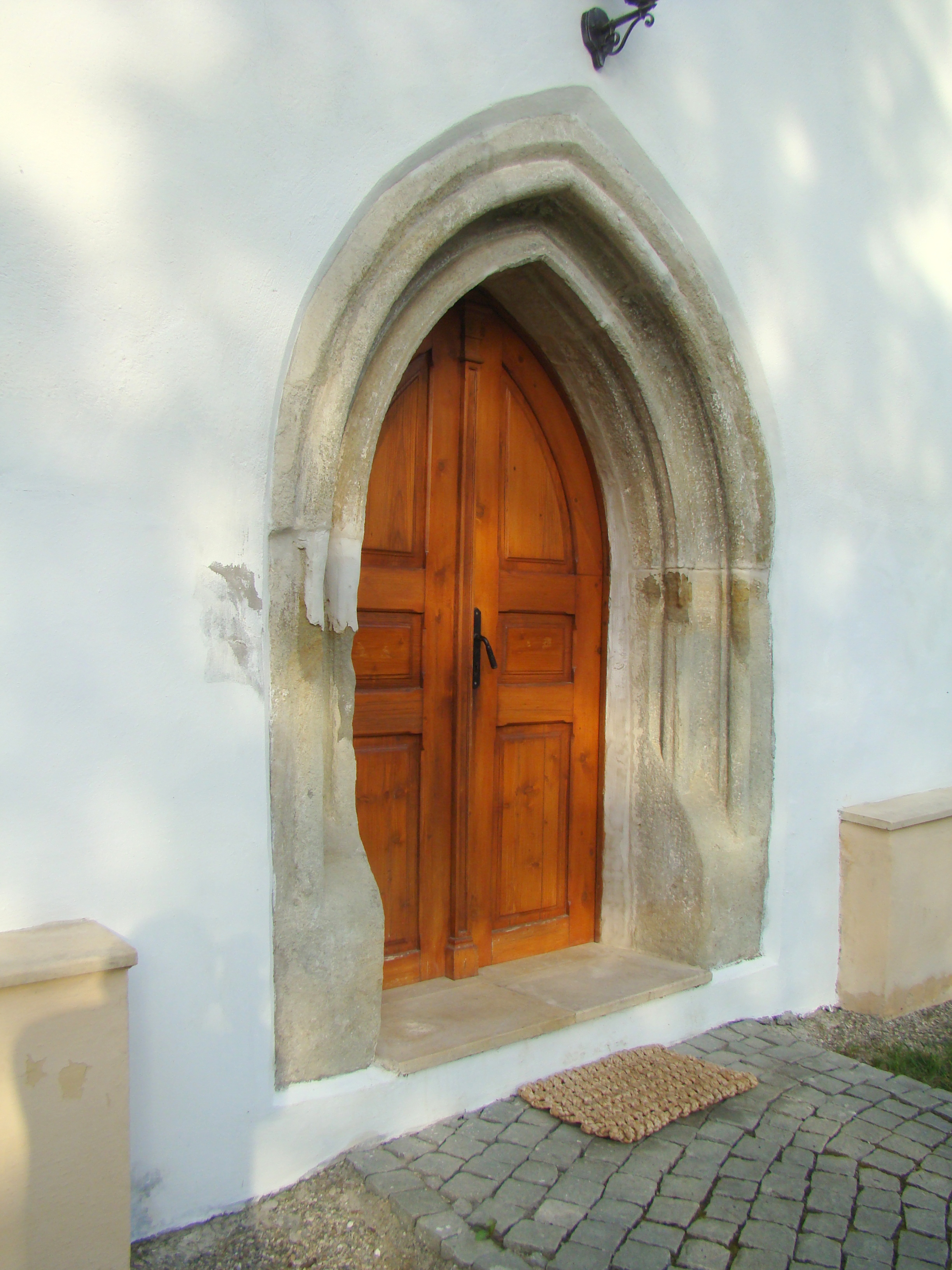
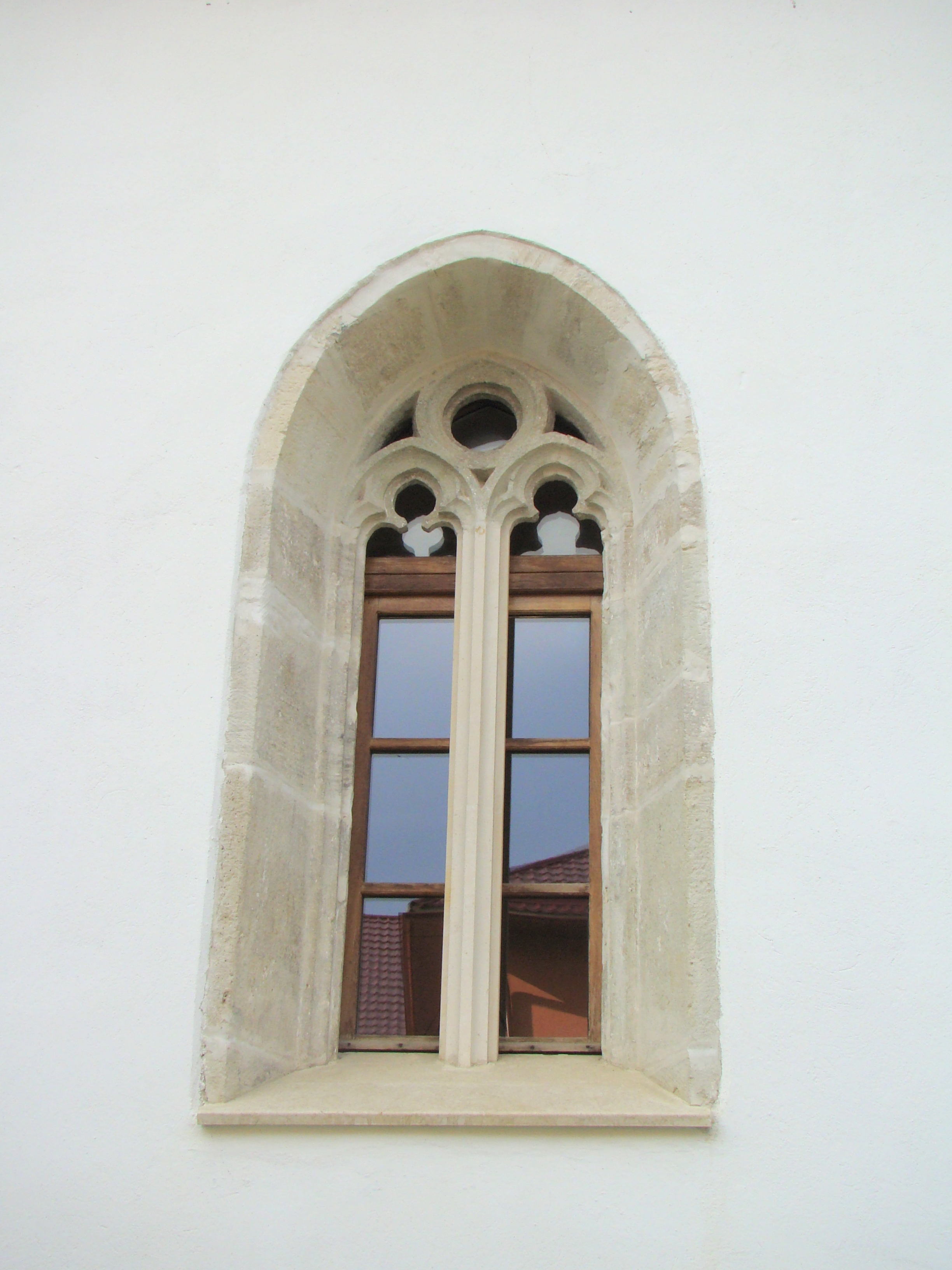
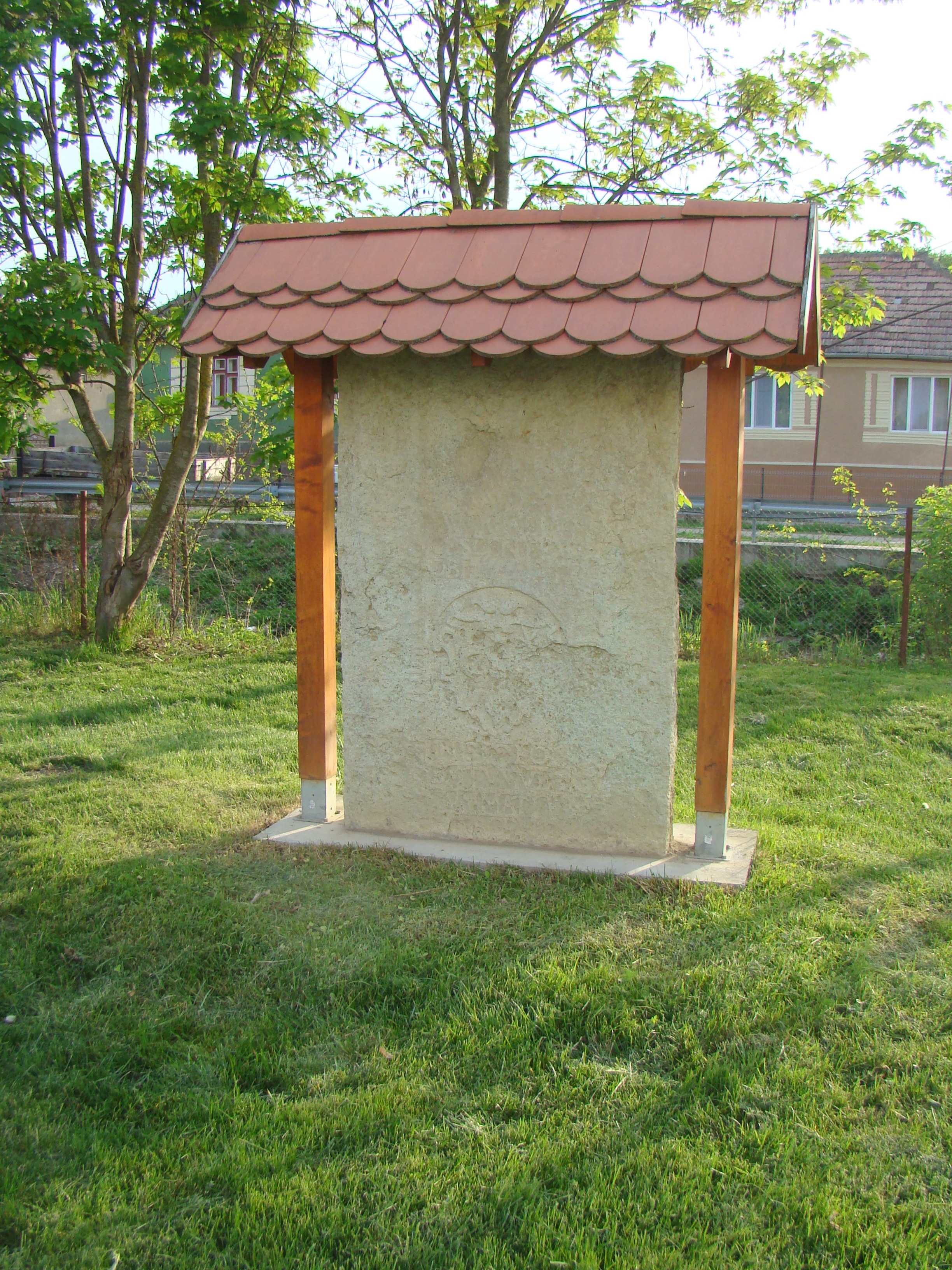
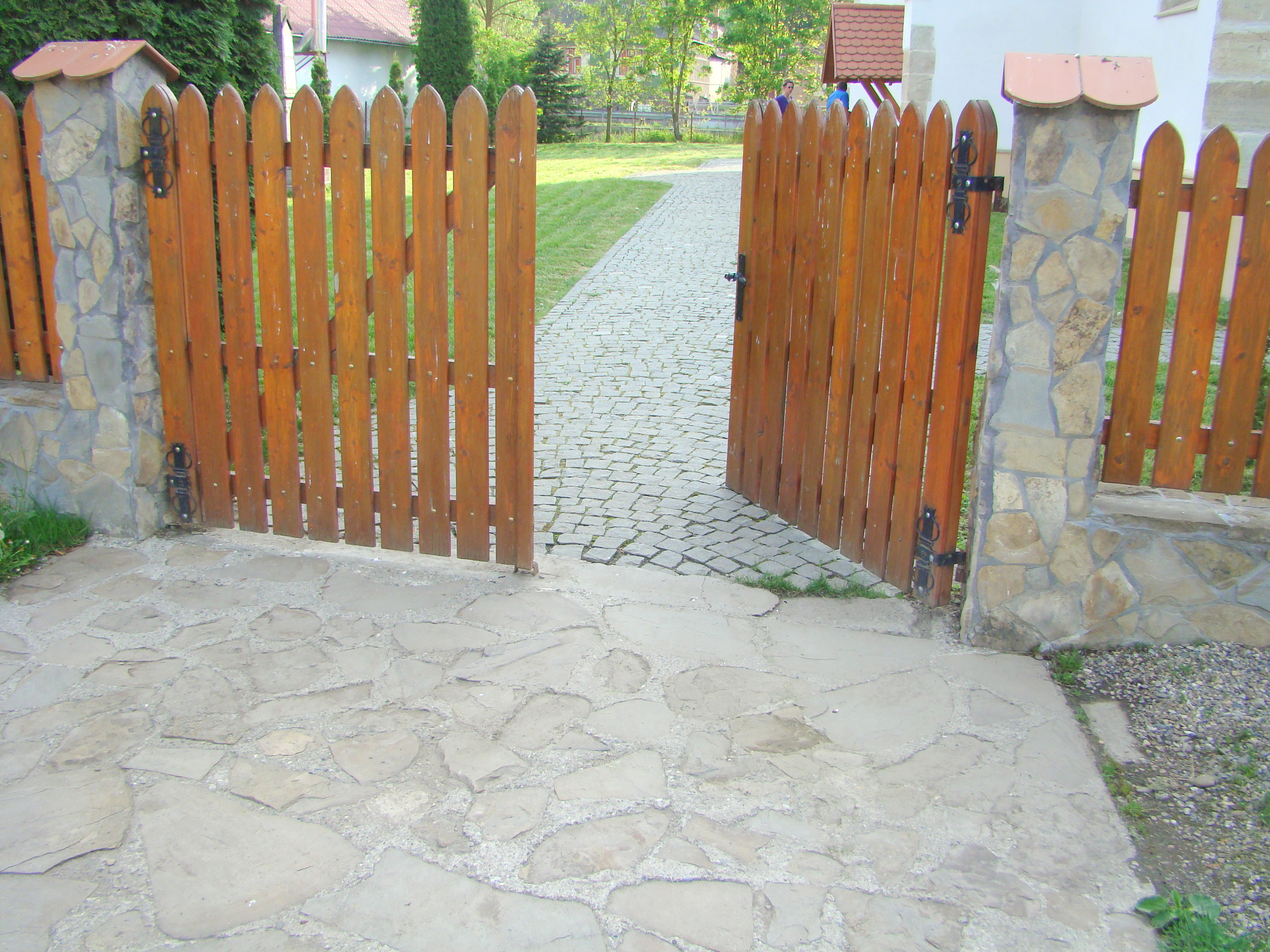

## Imagini din interior

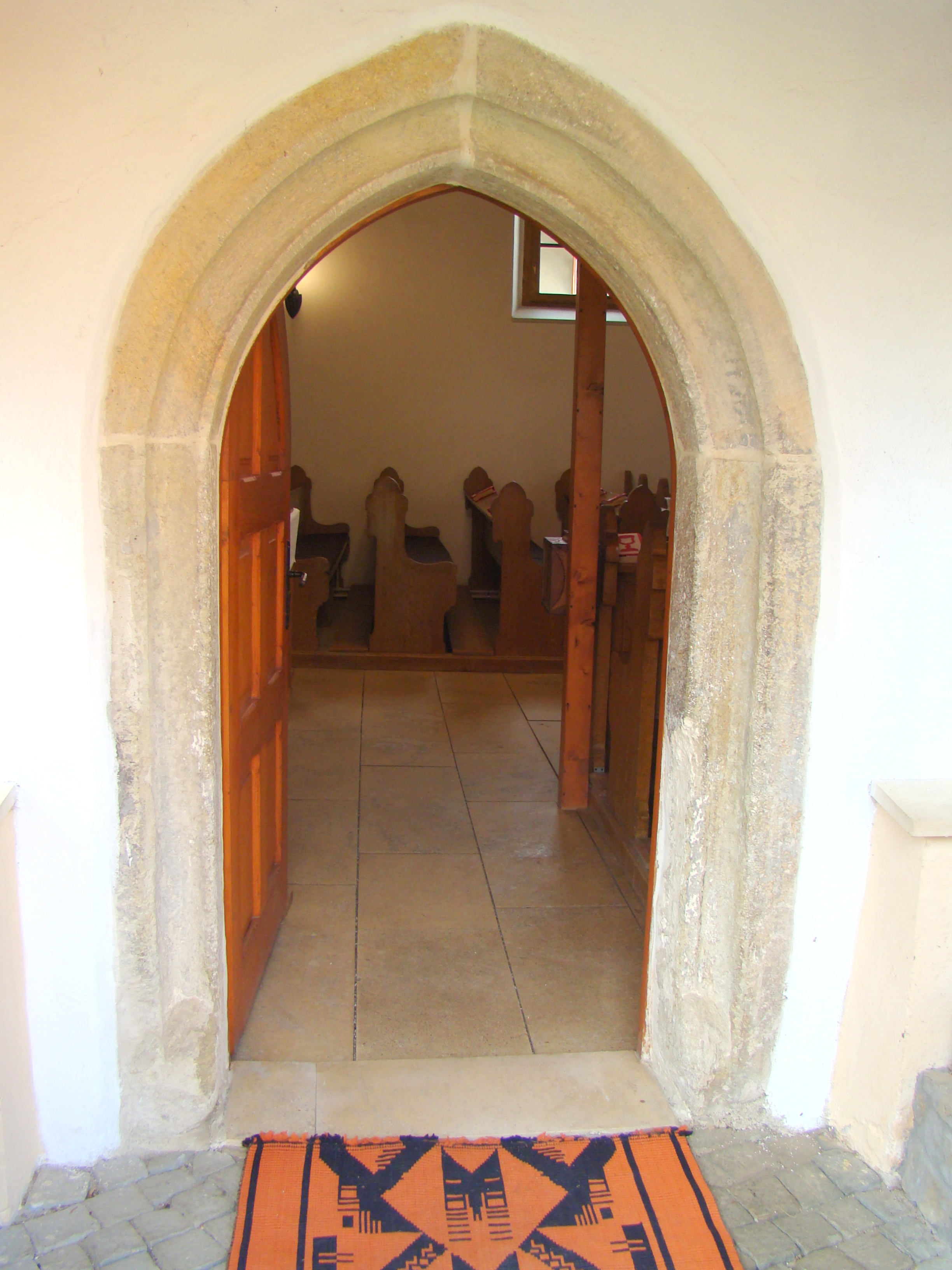
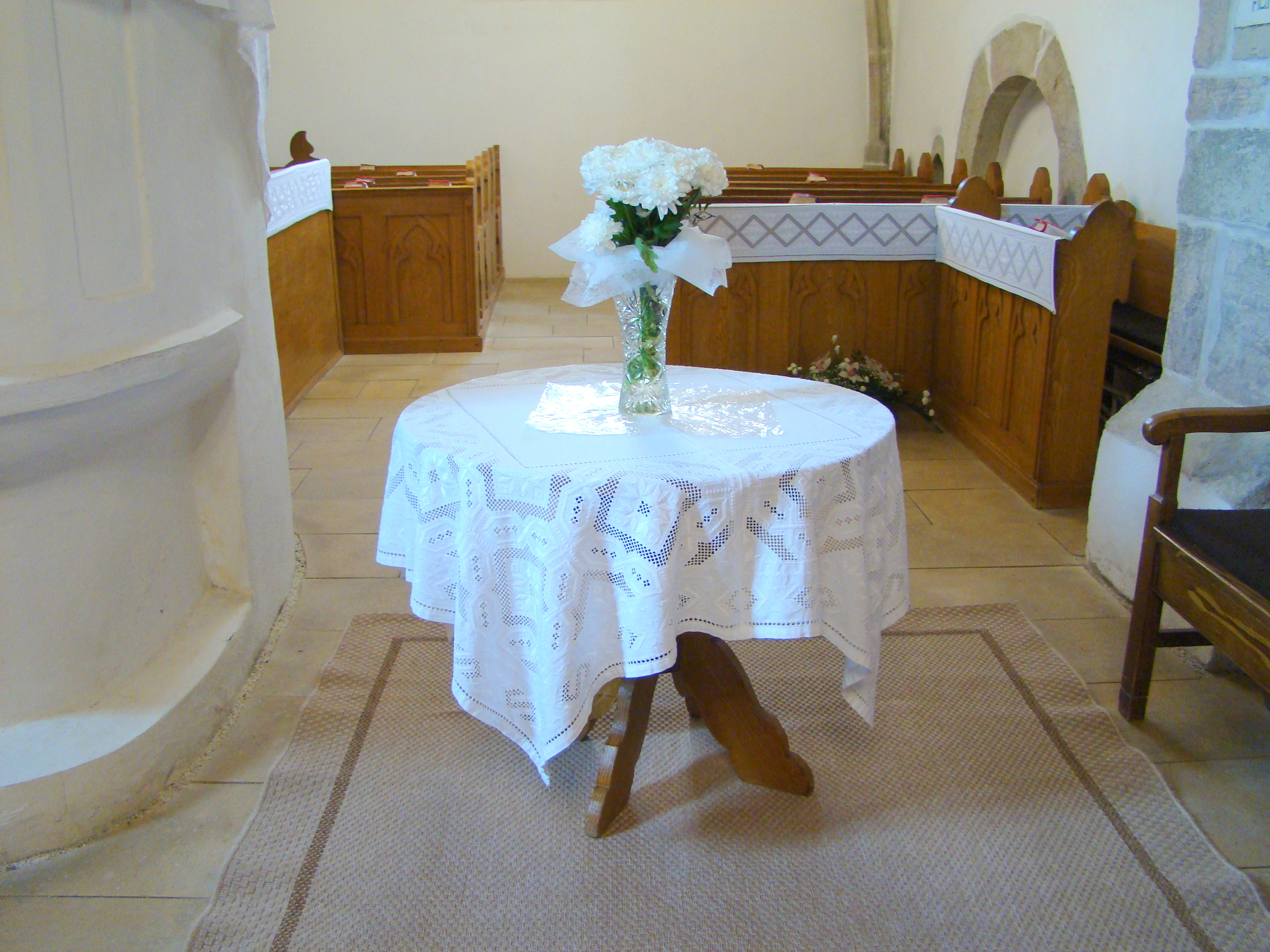
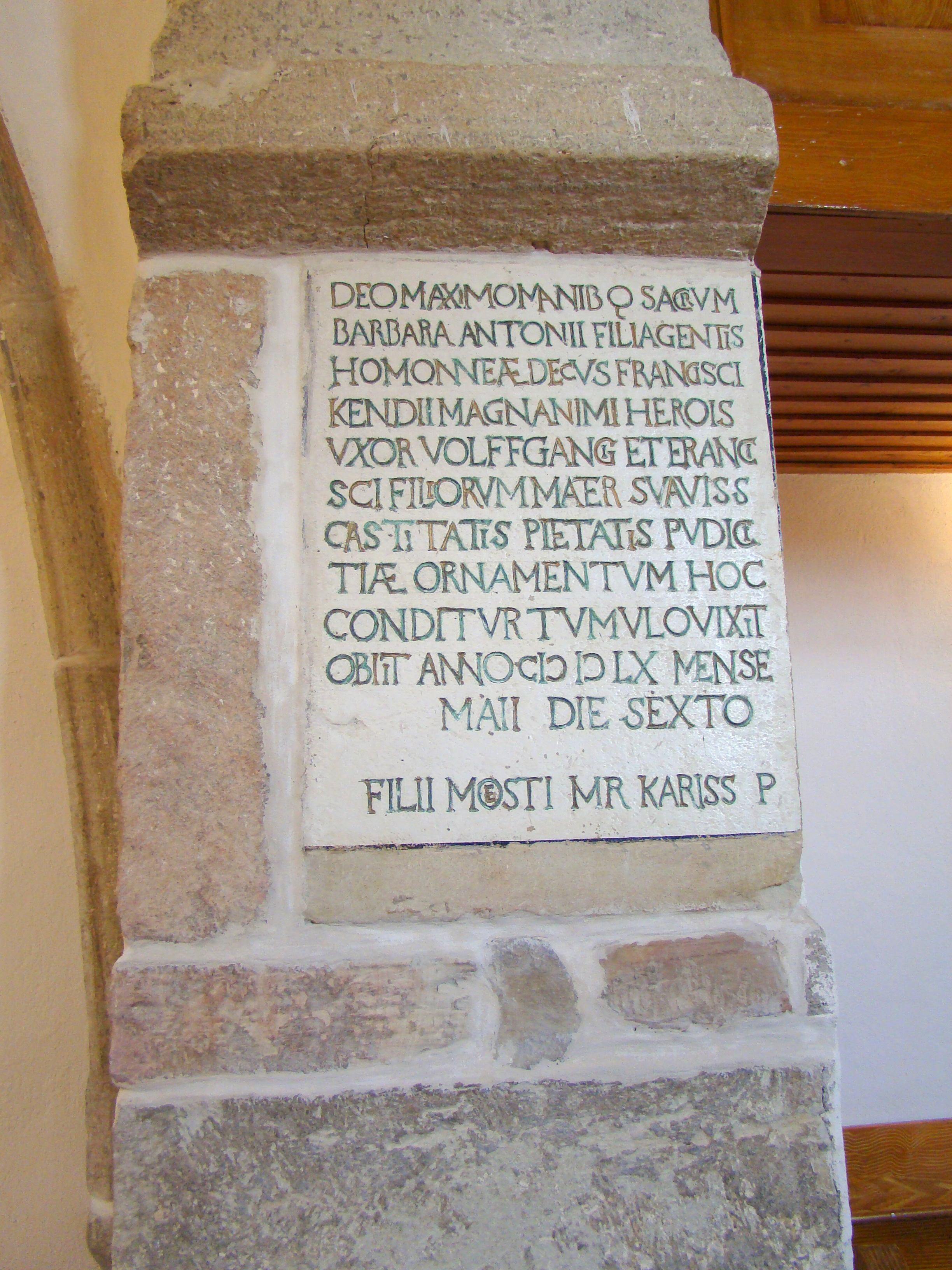
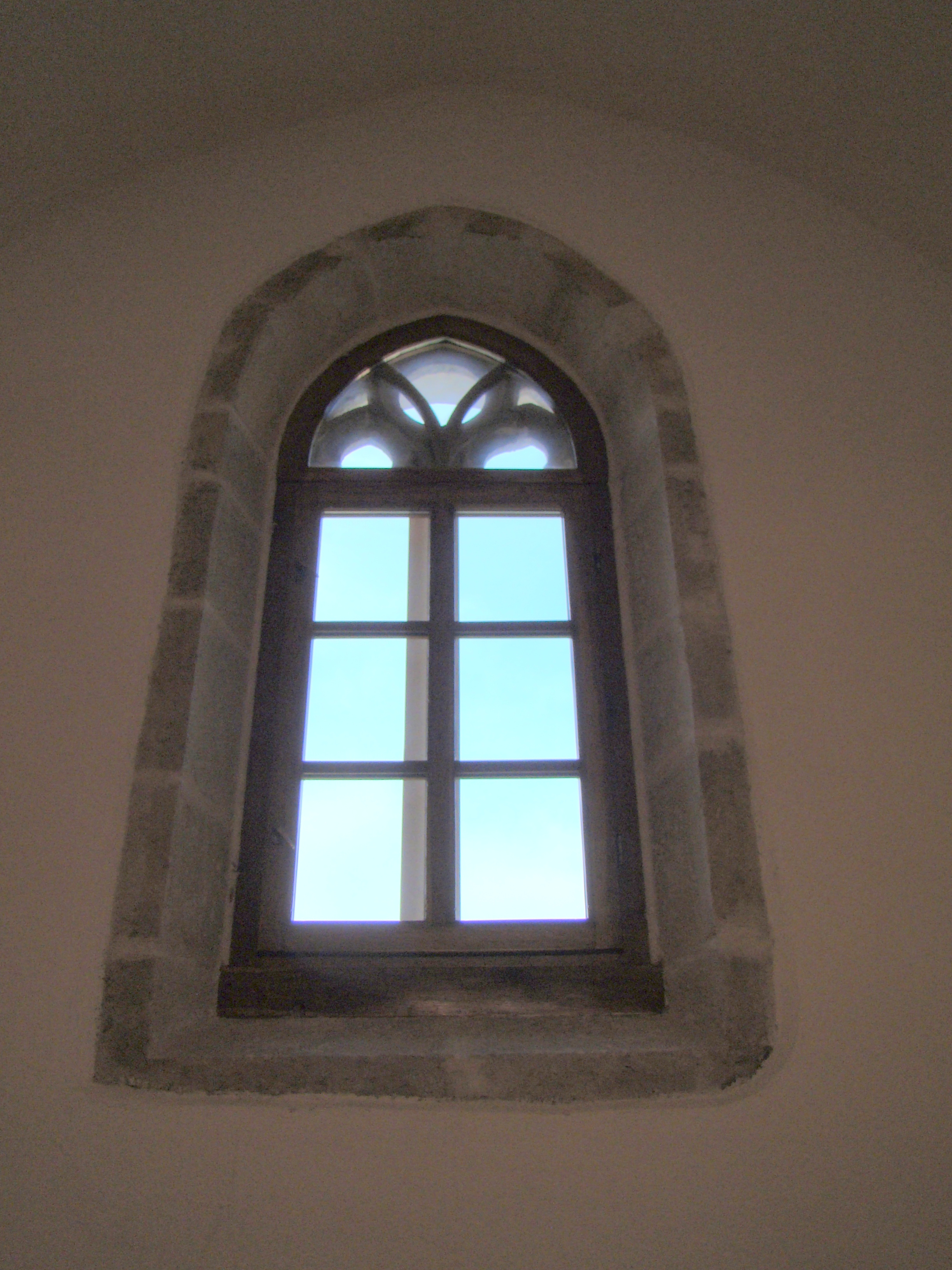
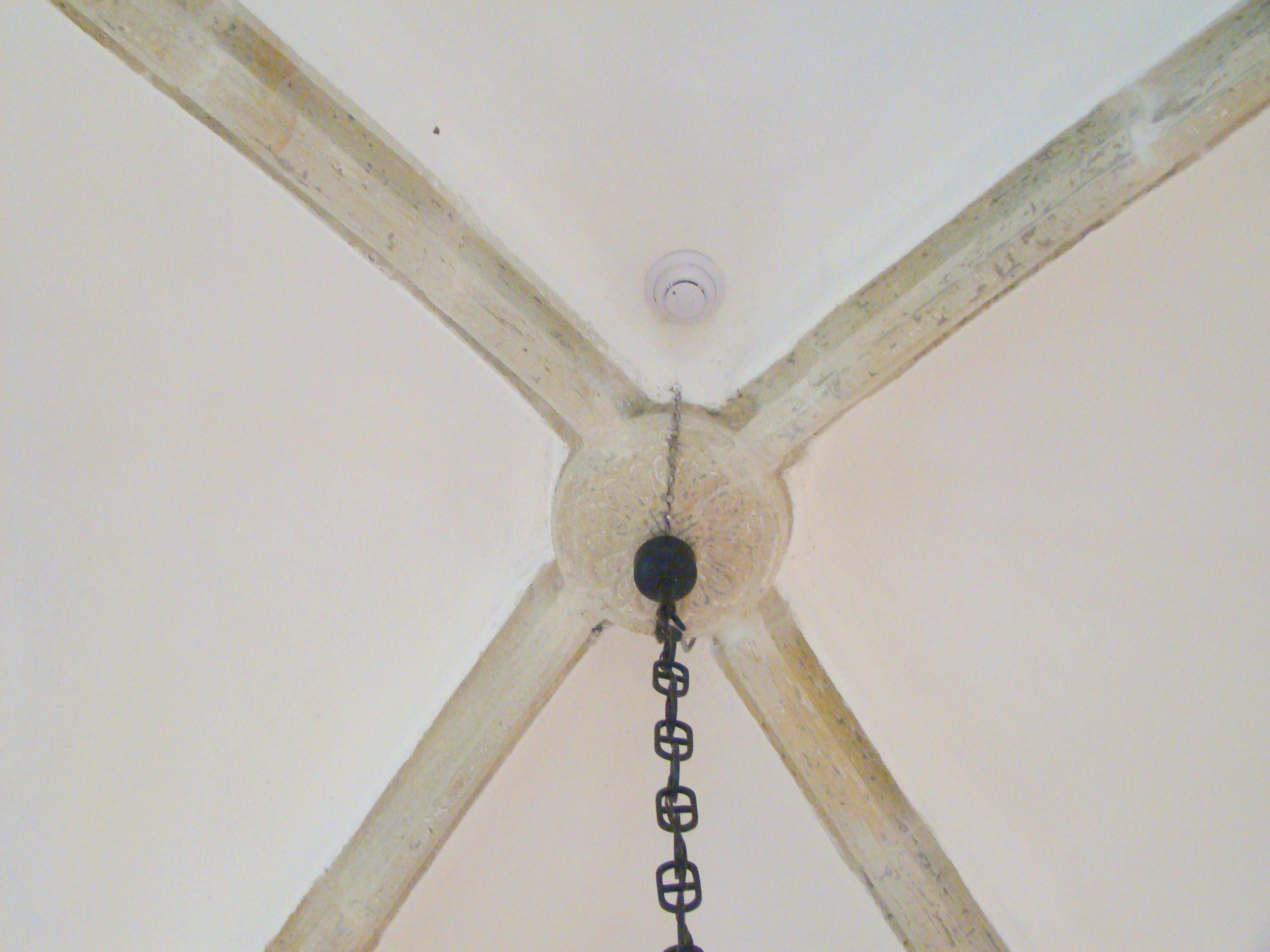
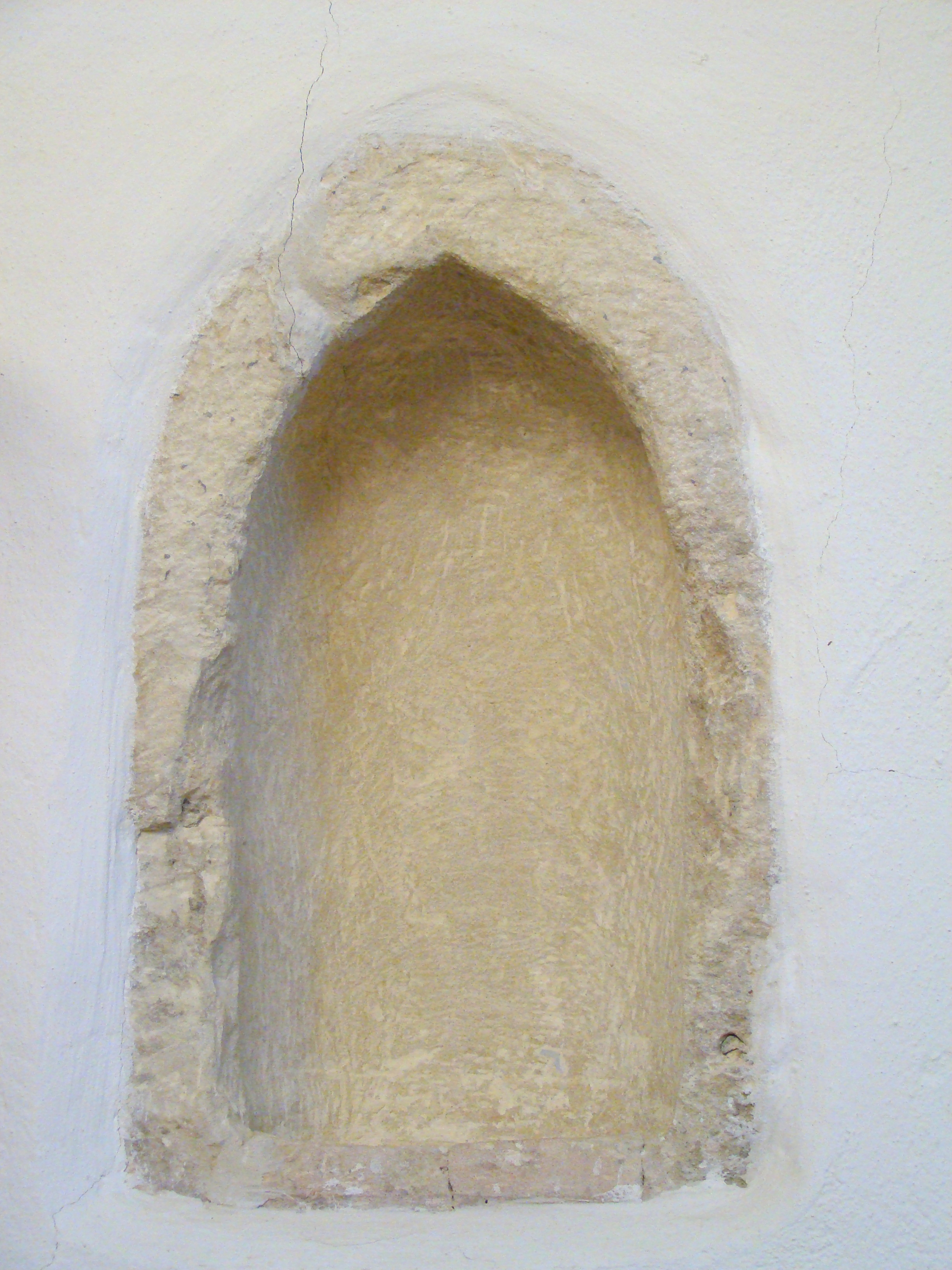
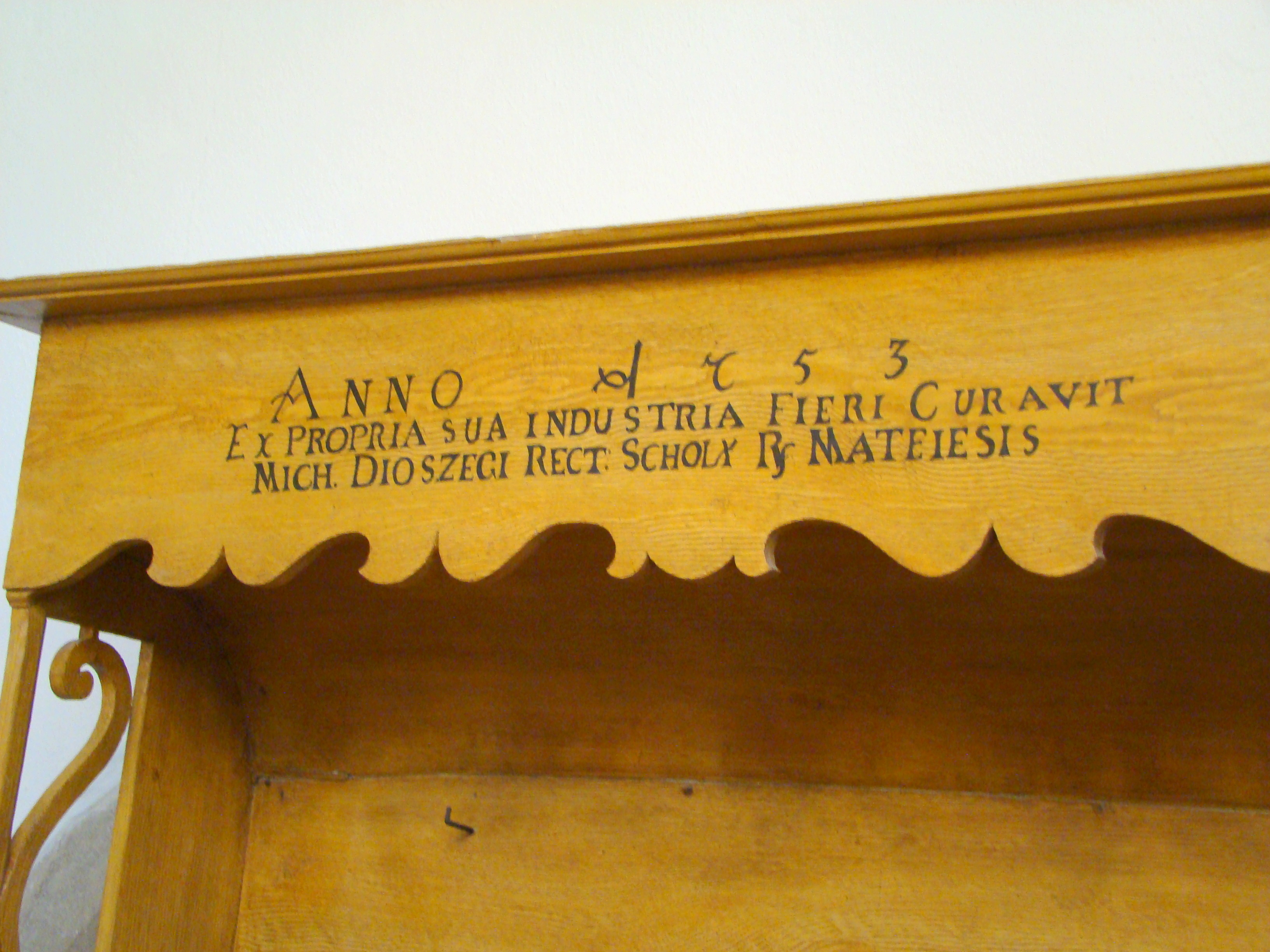
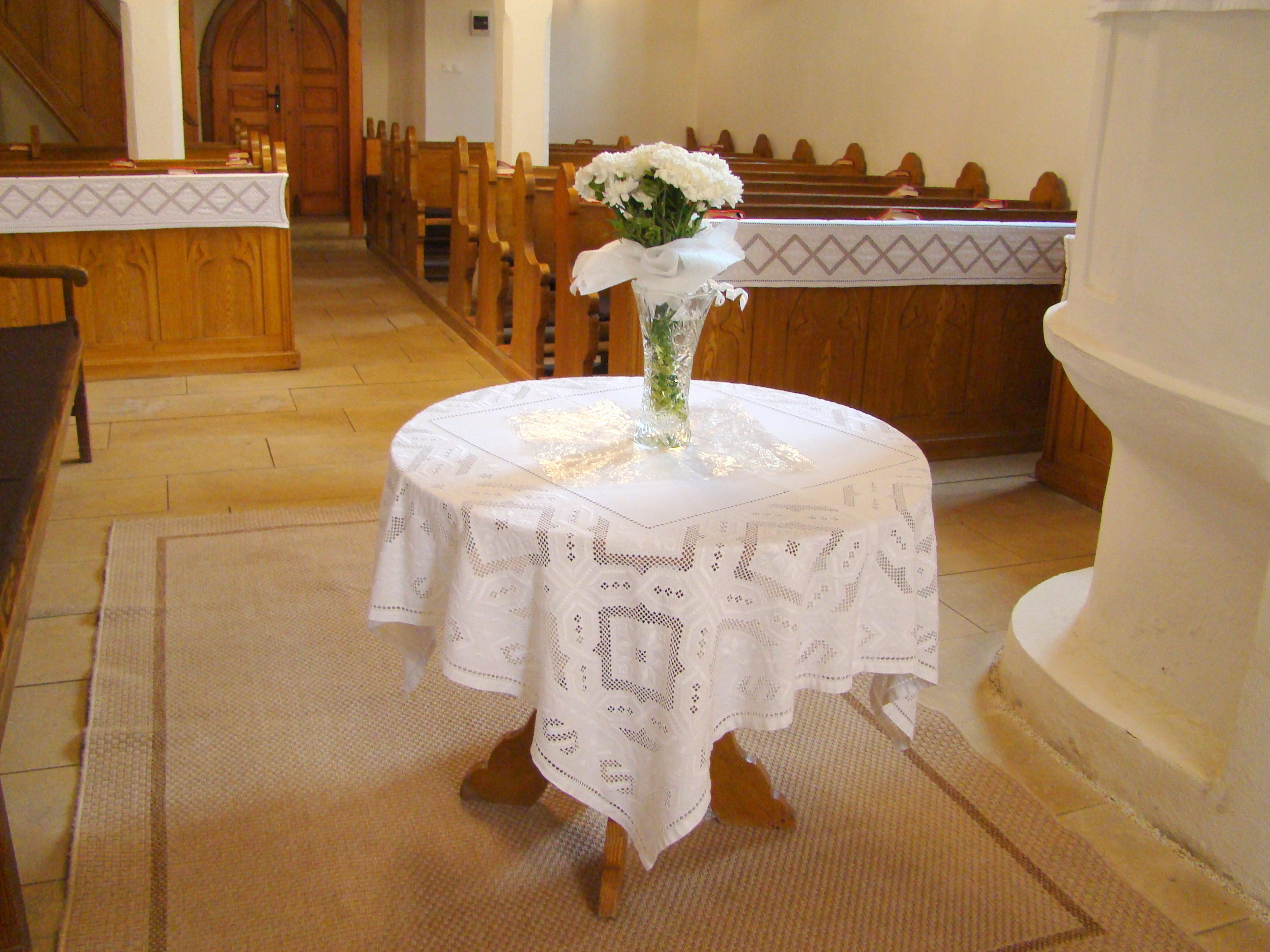
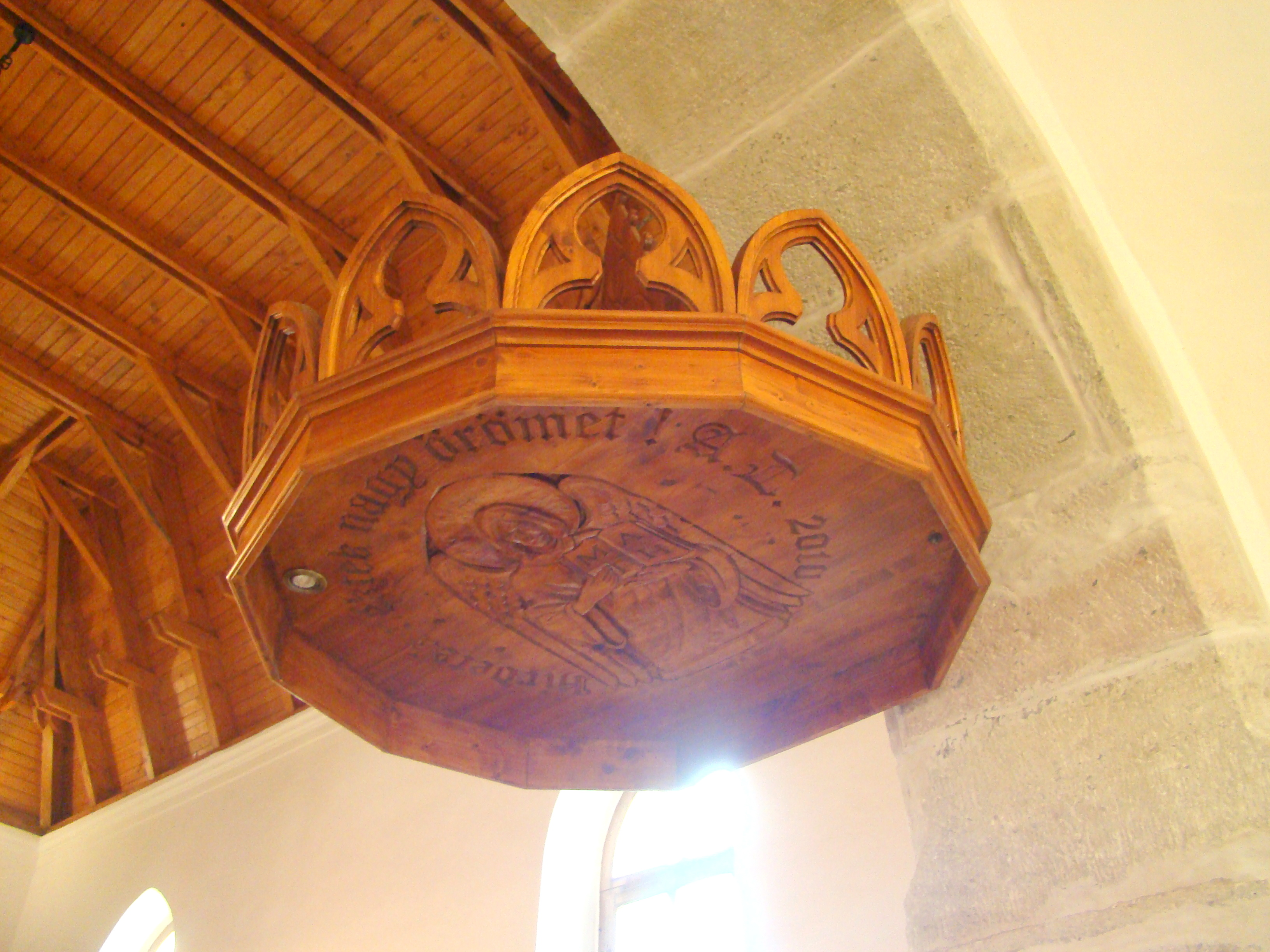
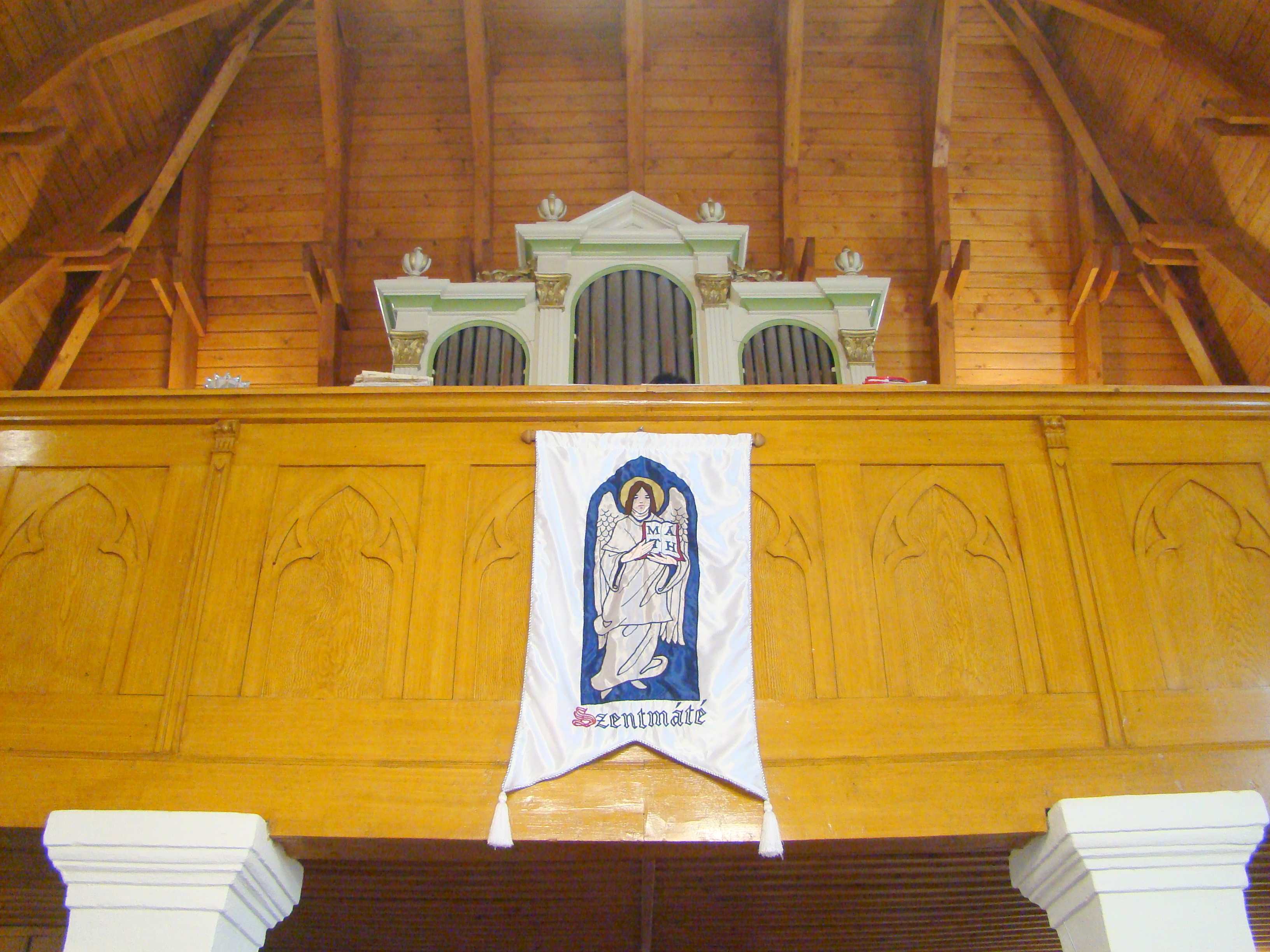
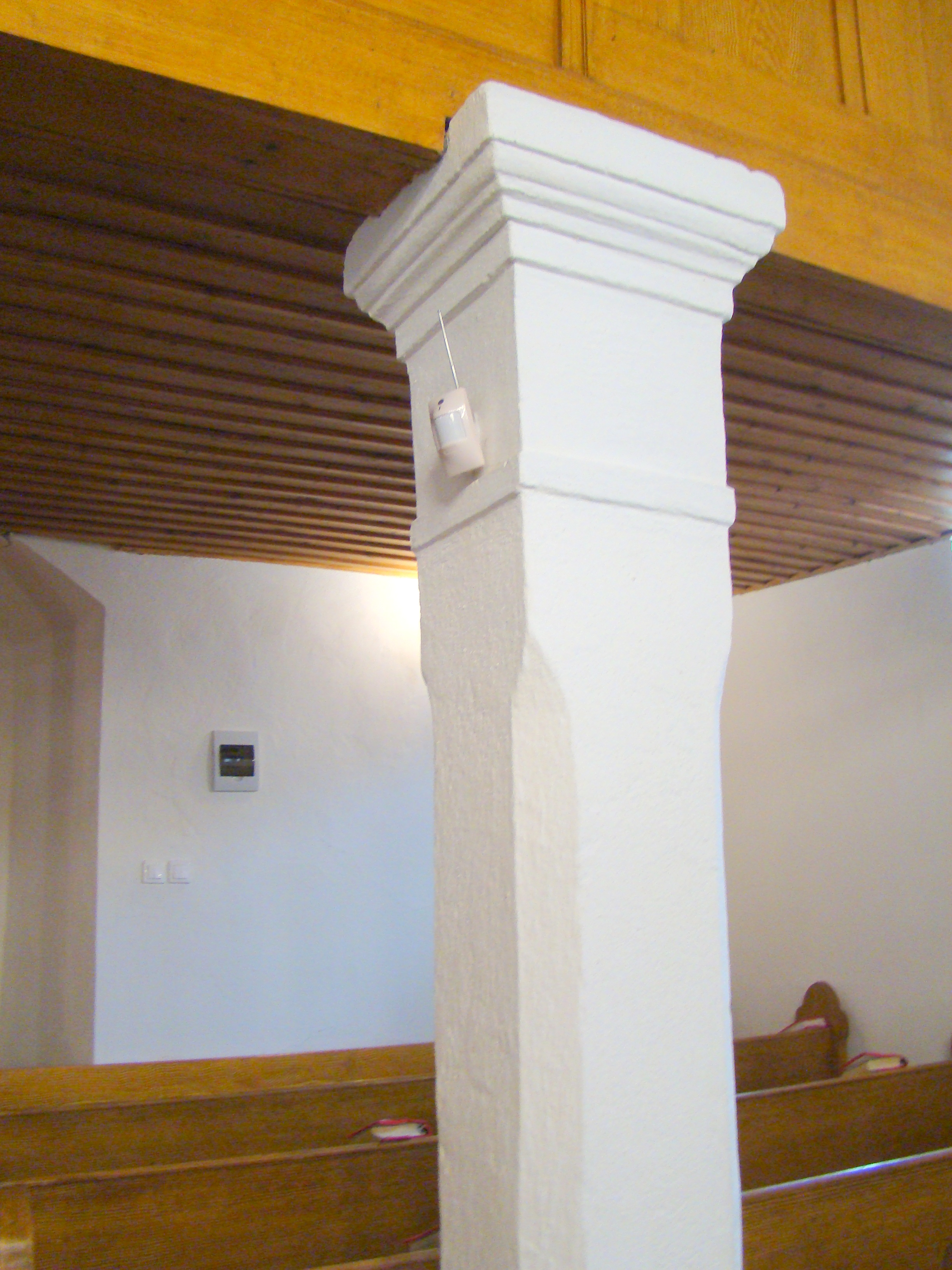
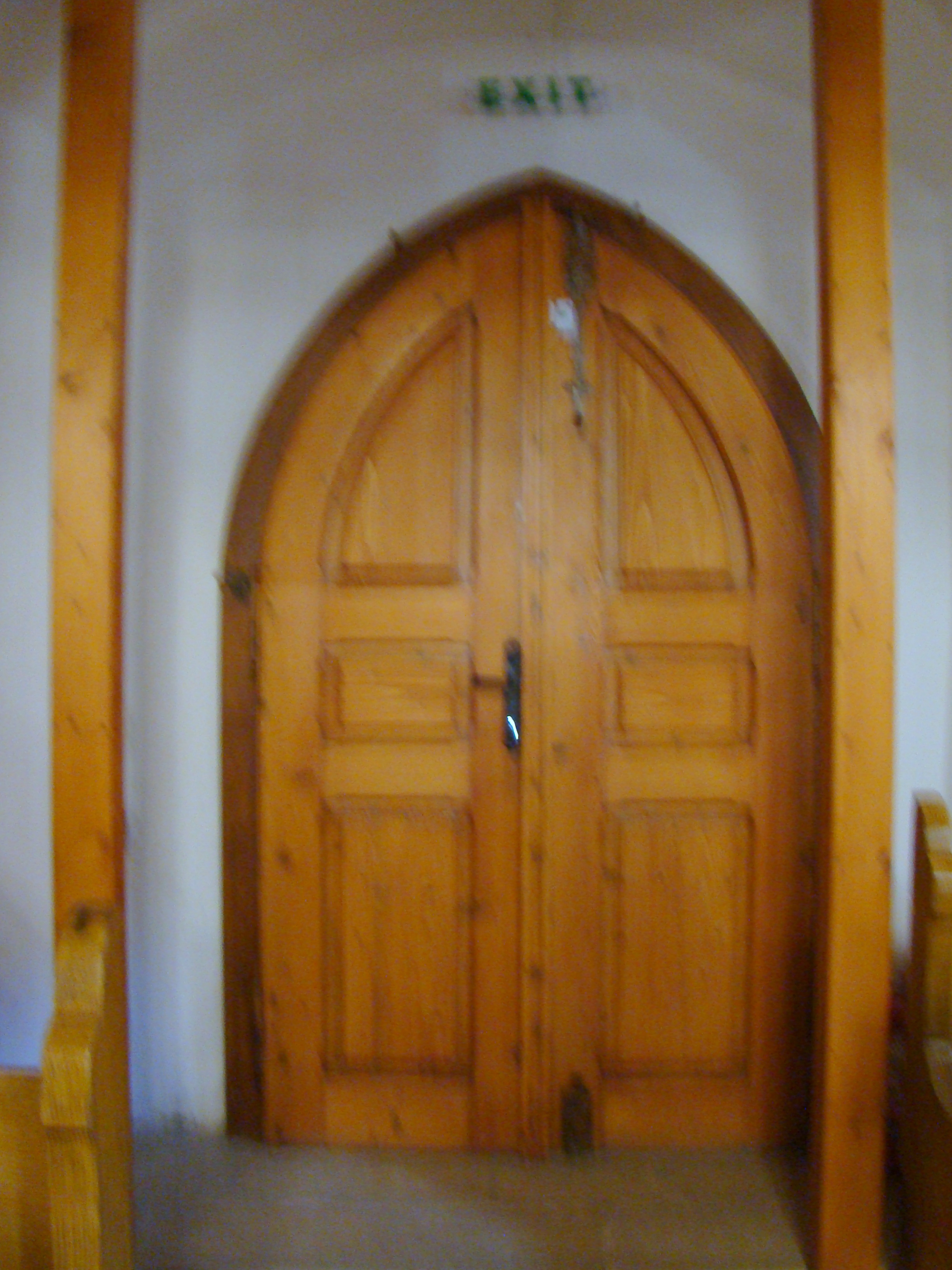
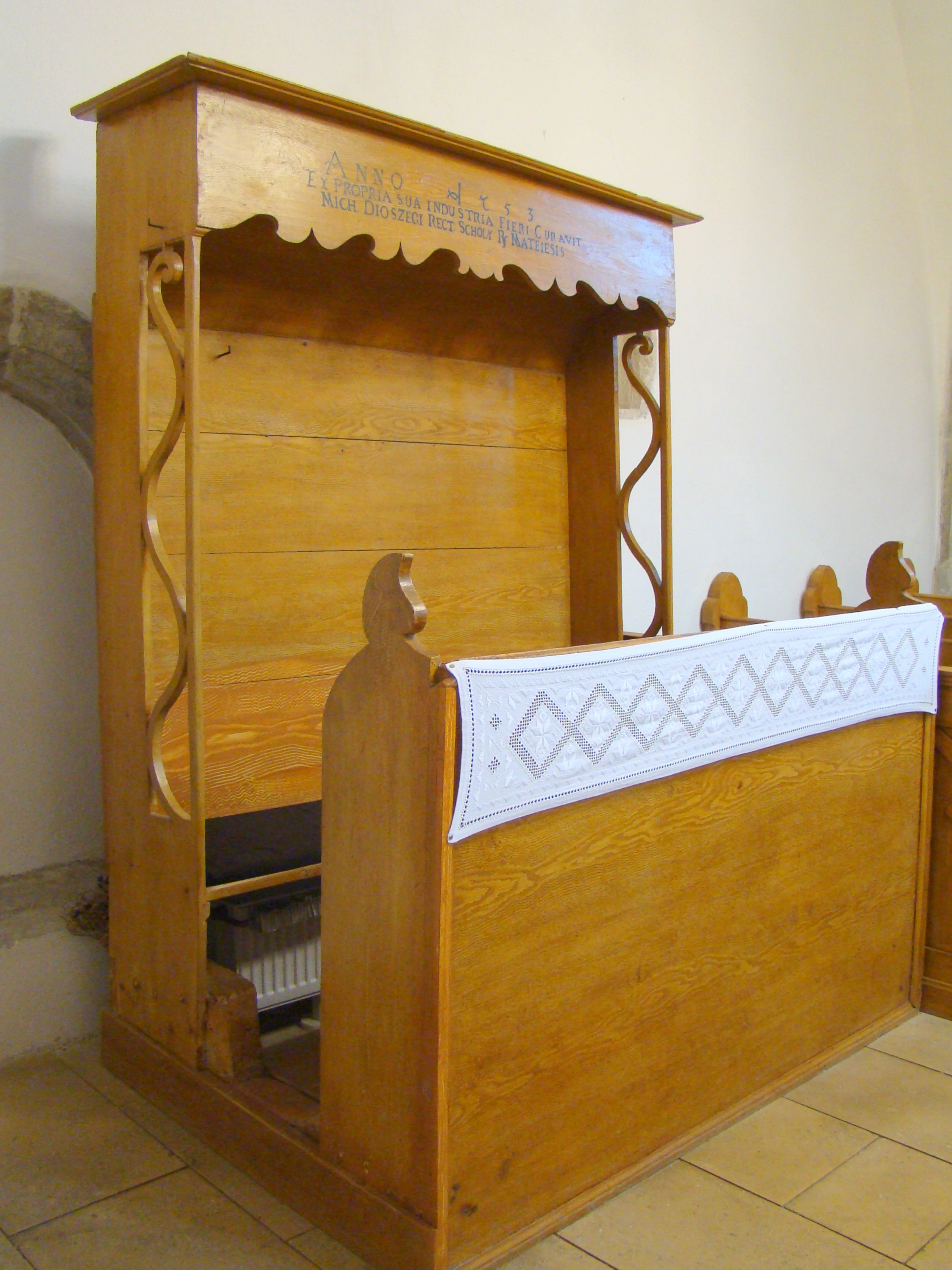
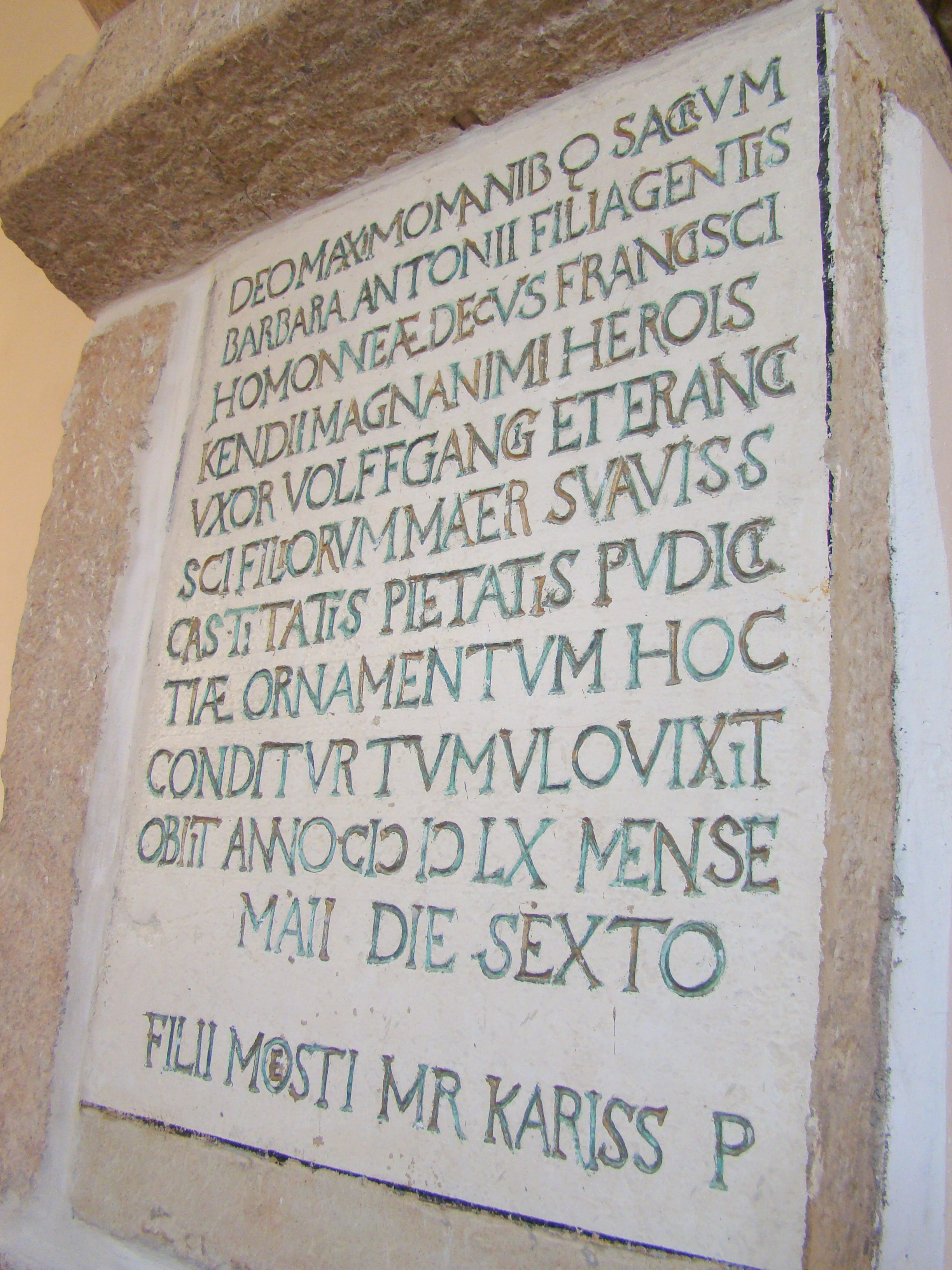
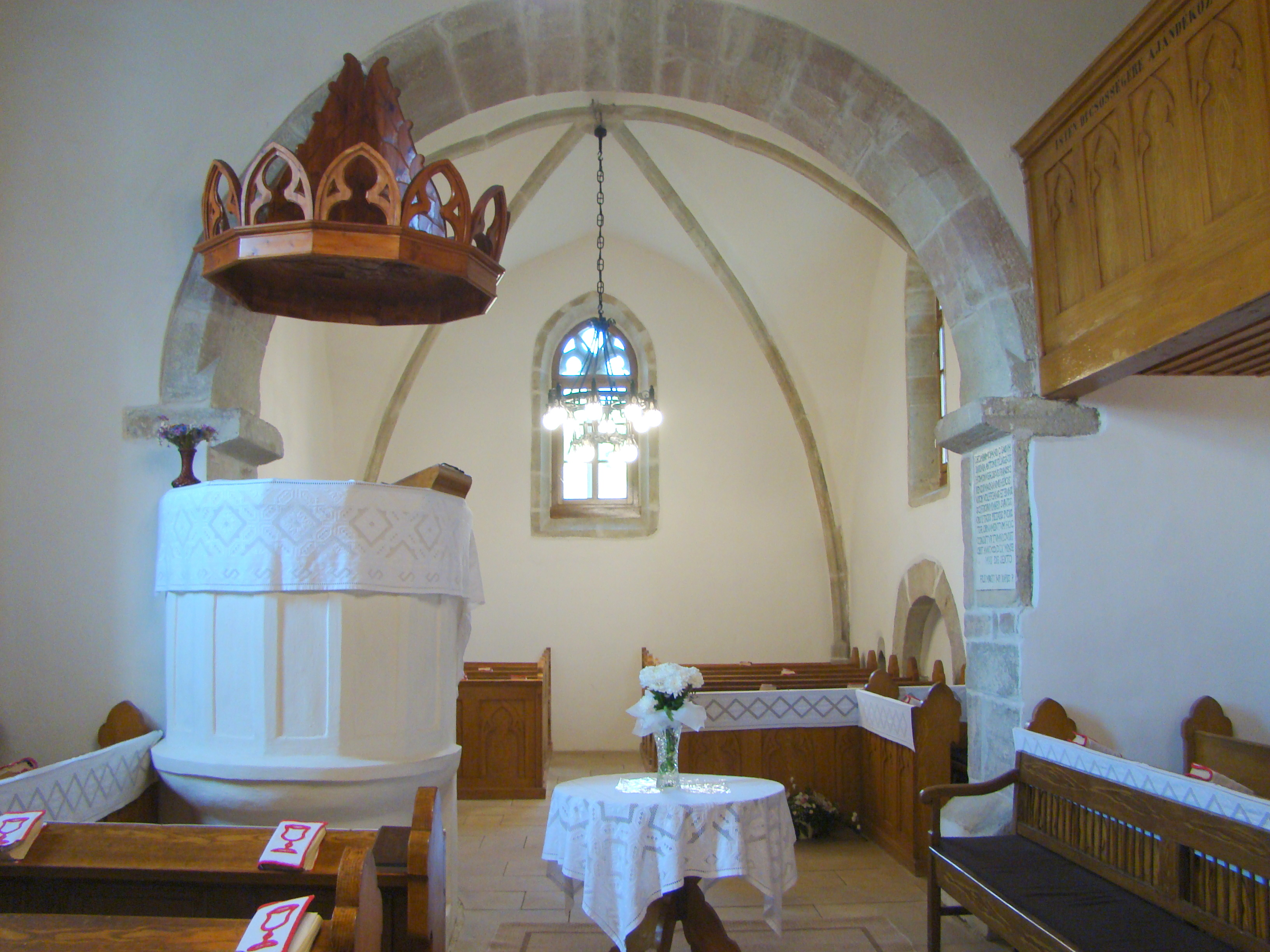
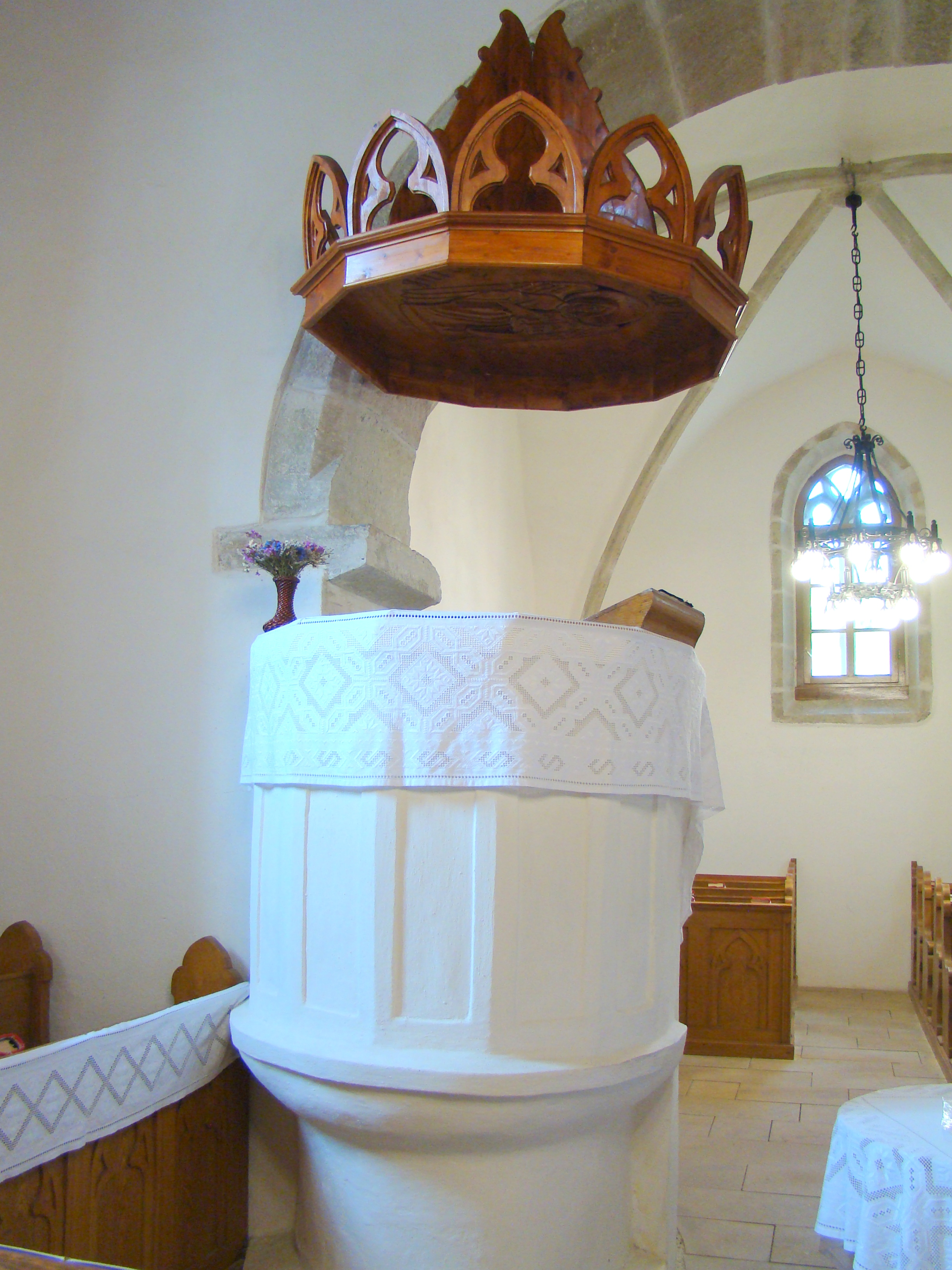
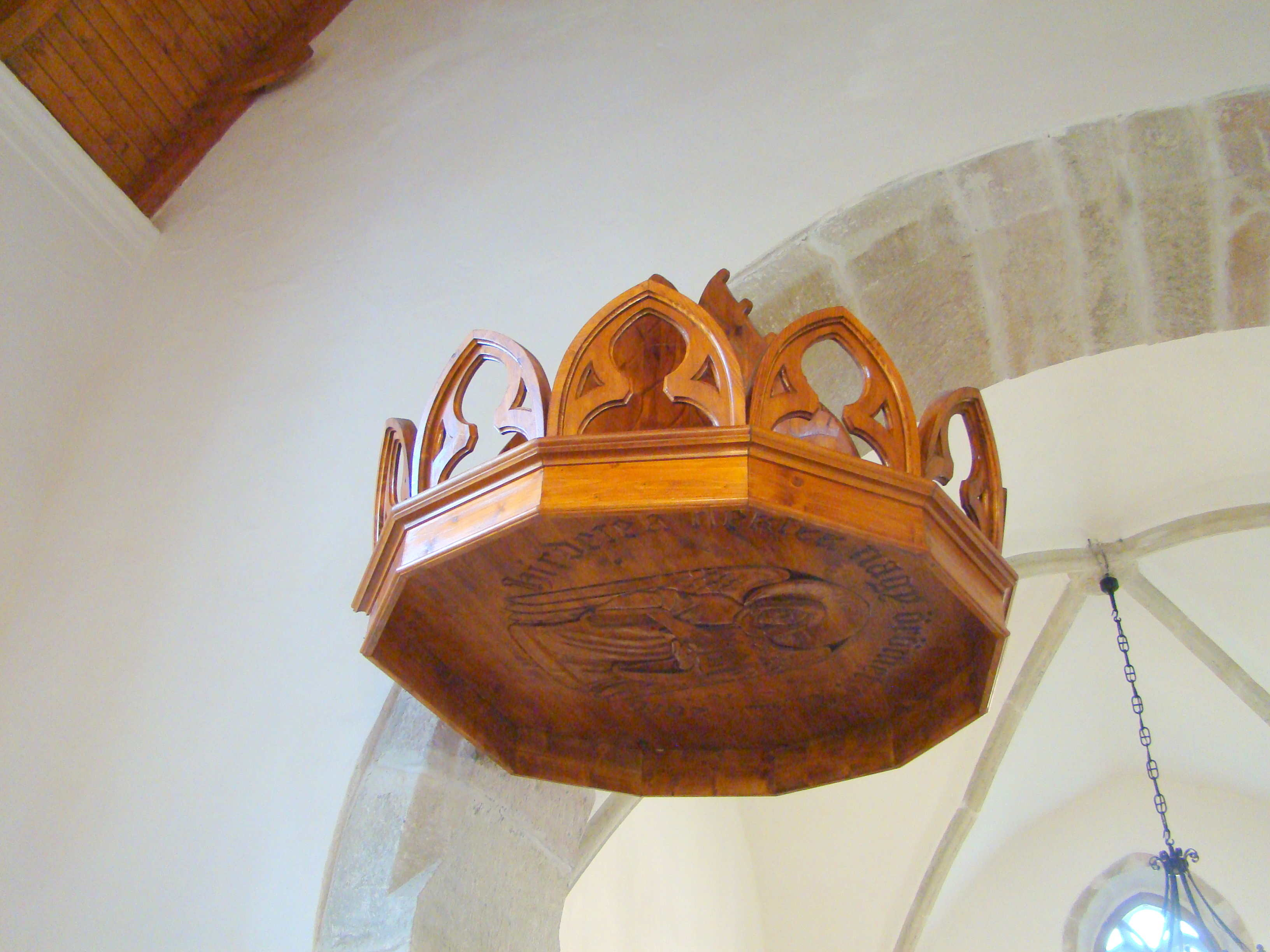
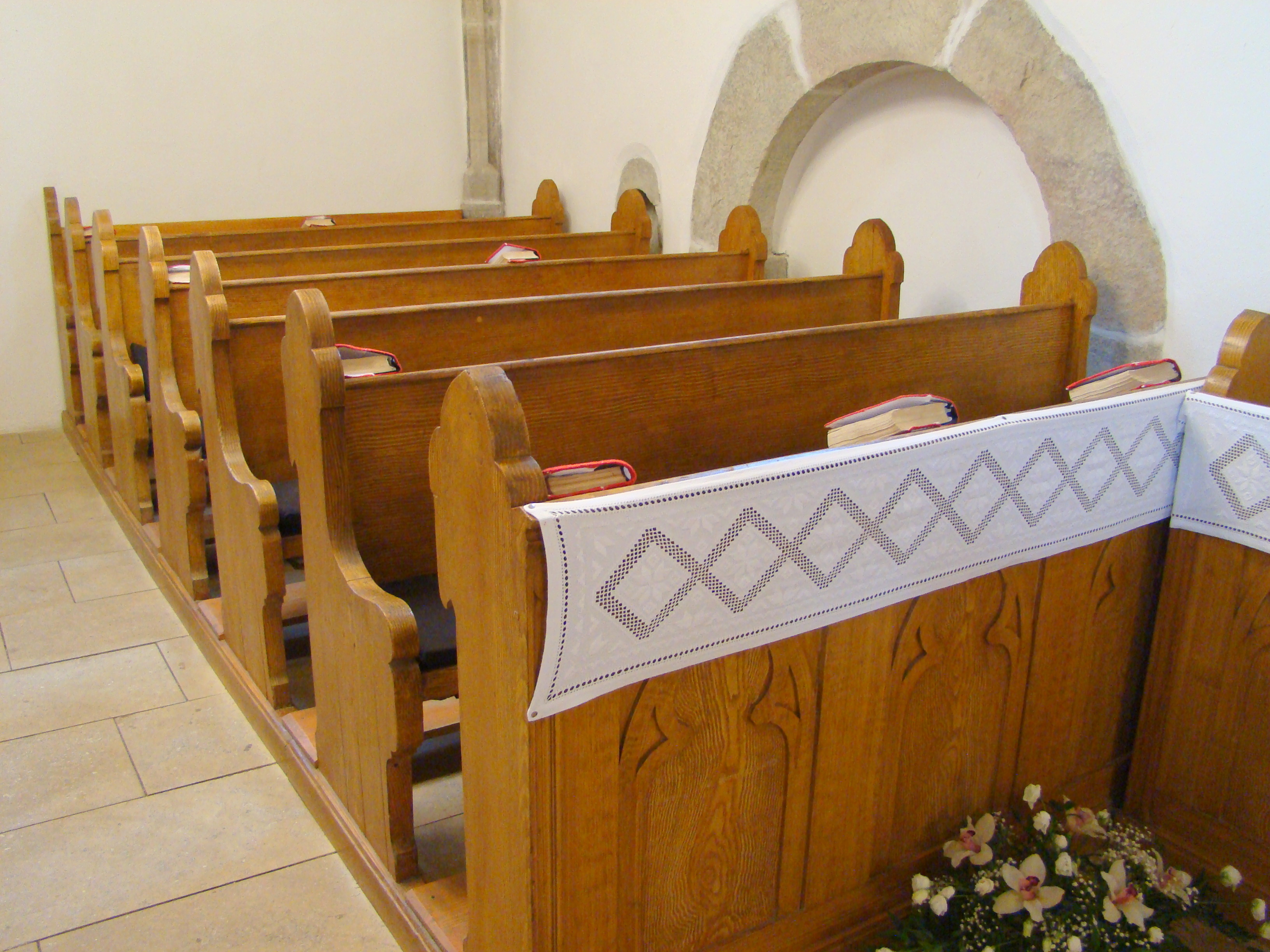
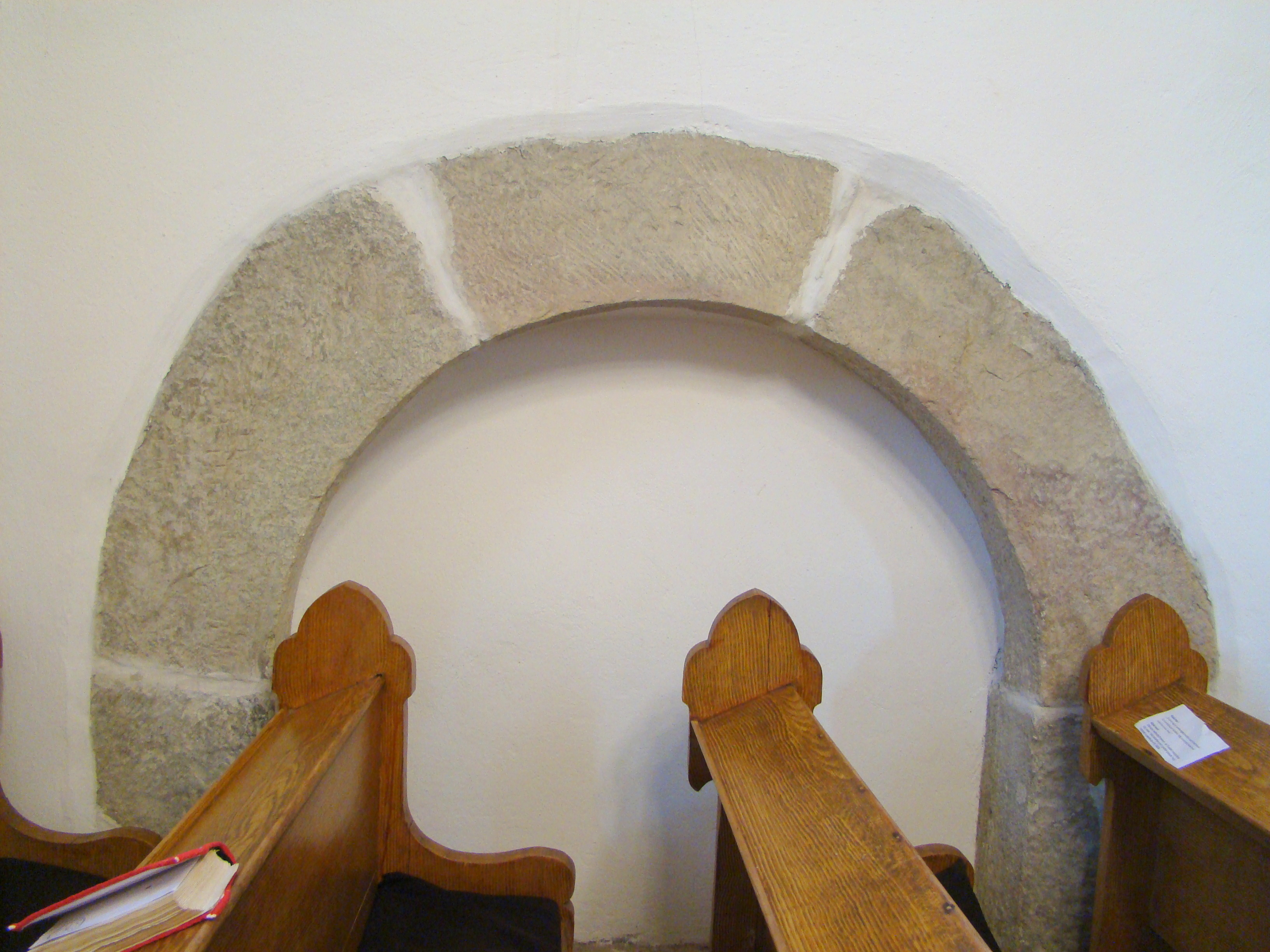
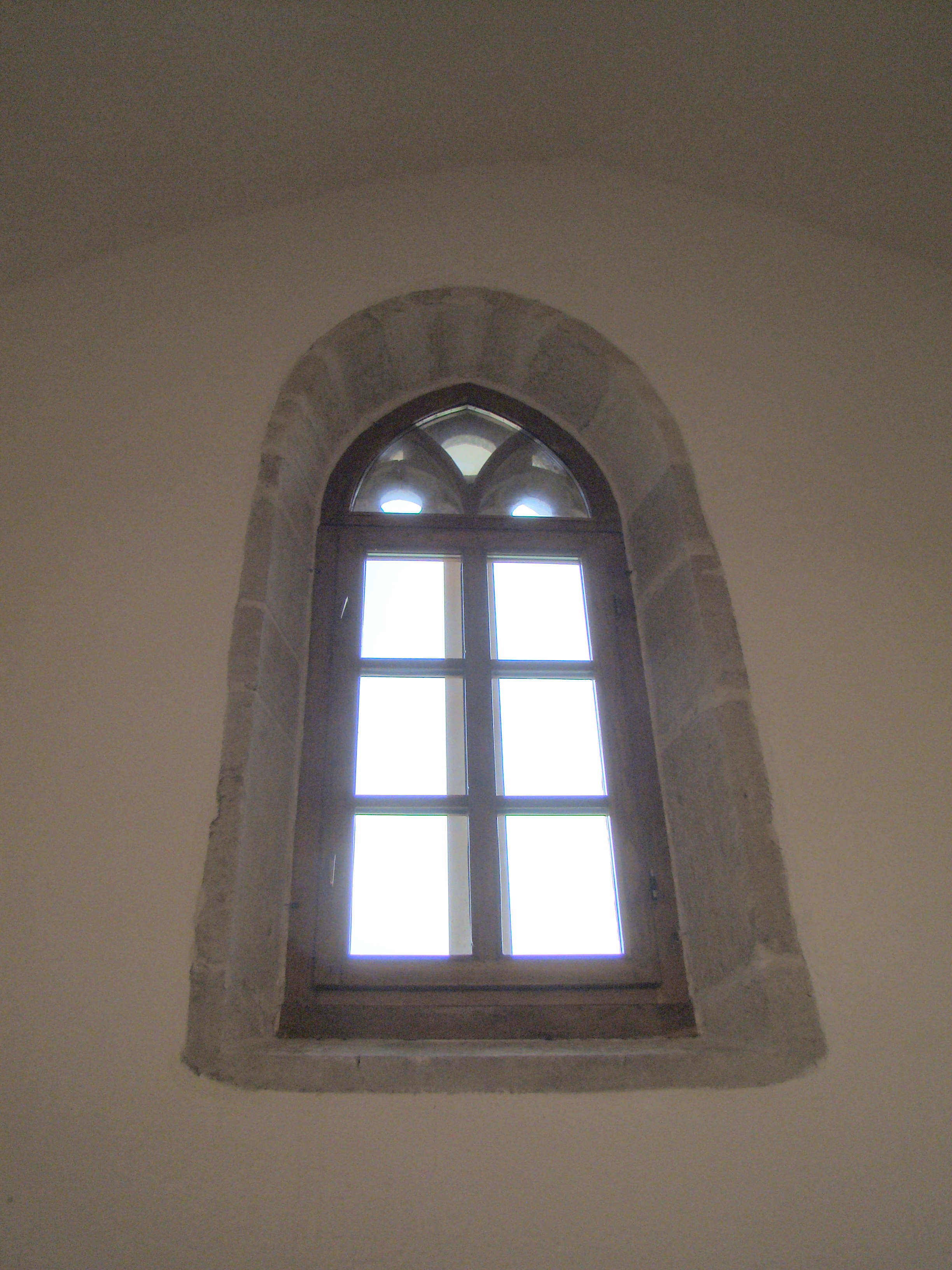
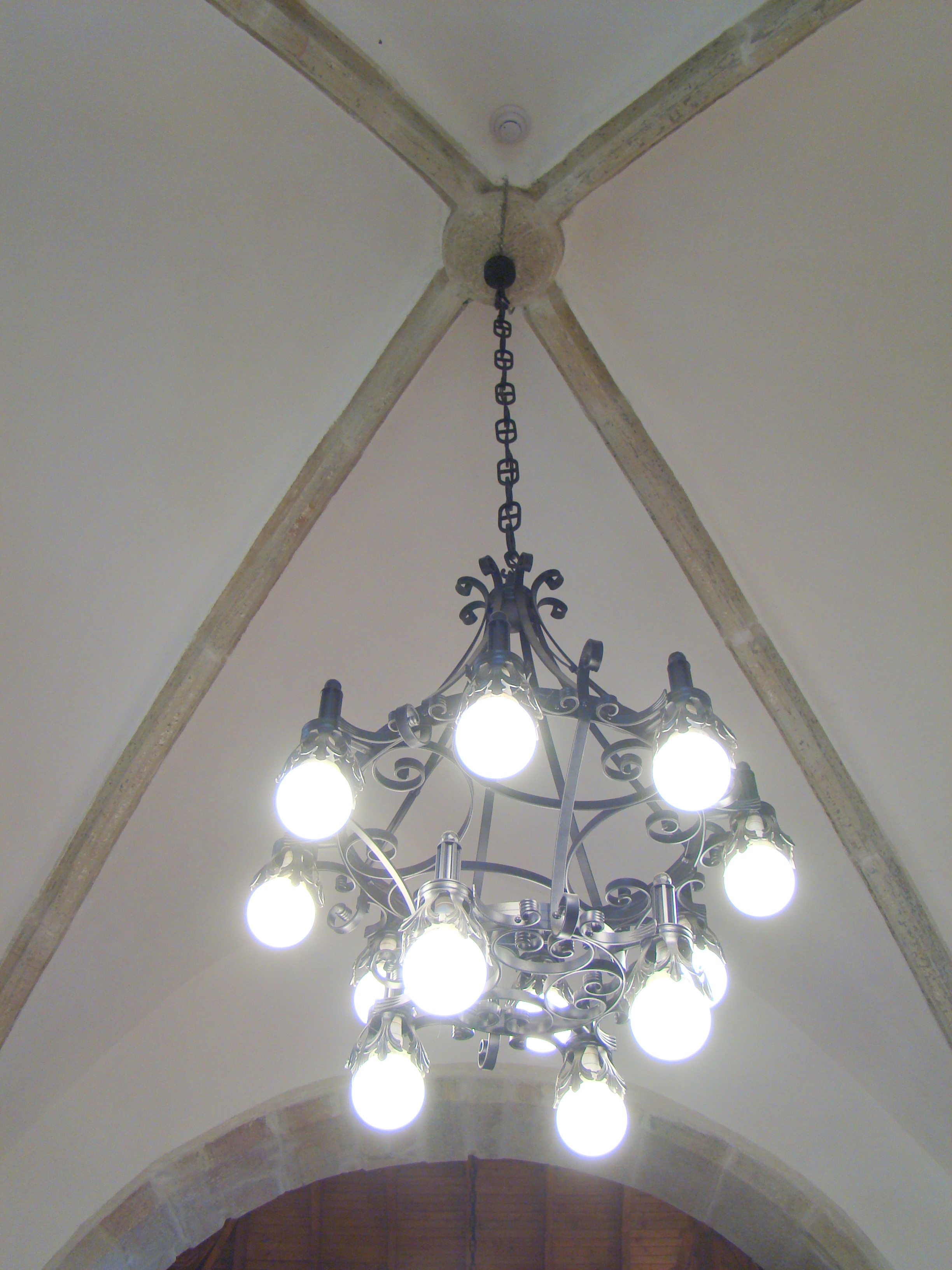
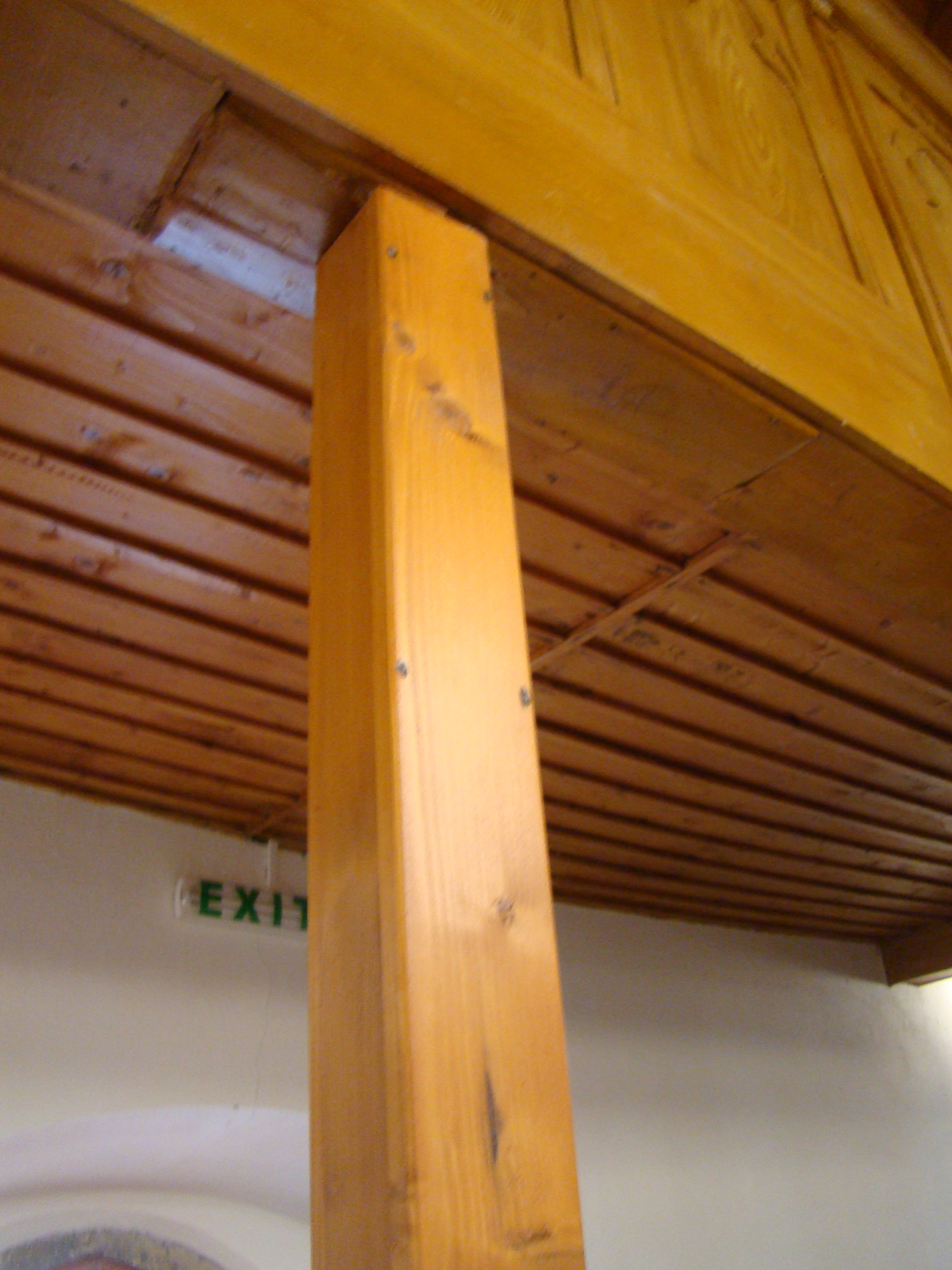
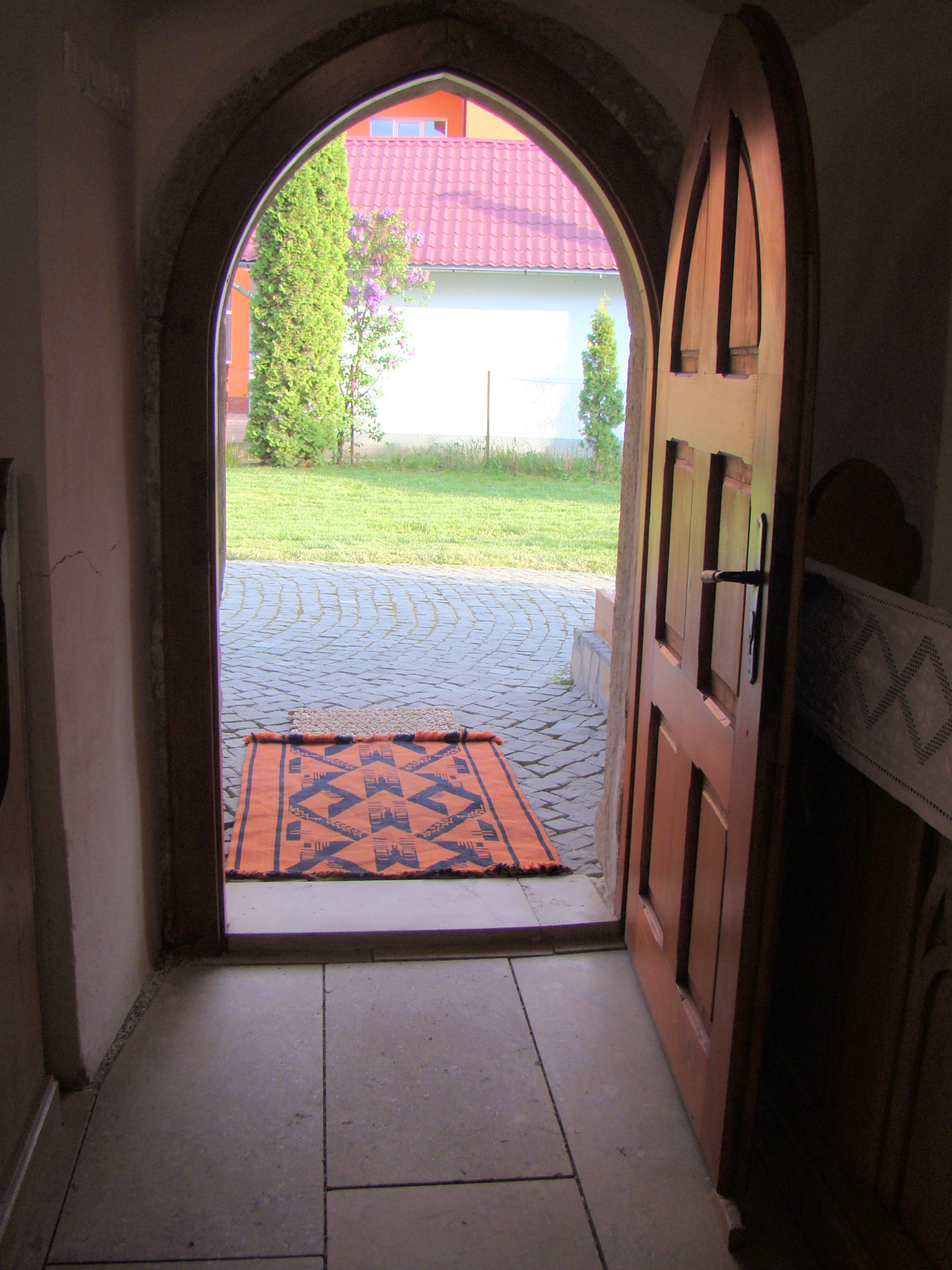

## Vezi și
- Matei, Bistrița-Năsăud